# Torneo Federal B 2016
El Torneo Federal B 2016 fue la tercera temporada del certamen, perteneciente a la cuarta categoría para los equipos de fútbol de los clubes indirectamente afiliados a la AFA.
Comenzó el 19 de febrero y finalizó el 29 de junio. Por ser un torneo especial de transición, en aras de adecuar nuevamente las competiciones del fútbol argentino al calendario europeo con el fin de sincronizar los mercados de pases, los equipos tuvieron la opción de no participar, sin el riesgo de perder el cupo en la categoría. Al suceder esto, el formato se adaptó a la cantidad de participantes.
De los 8 descendidos del Torneo Federal A 2015, participaron tres. A su vez, no hubo equipos ascendidos del Torneo Federal C debido a que los que subieron en 2015 ya participaron de la categoría en dicho año.
La competición otorgó tres ascensos al Torneo Federal A, mientras que no hubo descensos, por la misma naturaleza opcional del formato.

## Ascensos y descensos
- Equipos salientes

| Zona    | Descendidos del Federal B 2015 |
| ------- | ------------------------------ |
| Zona 1  | Deportivo Patagones            |
| Zona 1  | Belgrano (E)                   |
| Zona 1  | Maronese                       |
| Zona 1  | Petrolero Argentino            |
| Zona 2  | Racing (O)                     |
| Zona 2  | Defensores de Valeria del Mar  |
| Zona 2  | FC Tres Algarrobos             |
| Zona 3  | Sportsman                      |
| Zona 3  | Ferro (LF)                     |
| Zona 3  | Once Tigres                    |
| Zona 4  | Sports Salto                   |
| Zona 4  | Social Obrero                  |
| Zona 4  | Aprendices Casildenses         |
| Zona 5  | Sanjustino                     |
| Zona 5  | La Salle Jobson                |
| Zona 5  | Colegiales (C)                 |
| Zona 6  | Independiente Fontana          |
| Zona 6  | Sportivo (PRSP)                |
| Zona 6  | Ocampo Fábrica                 |
| Zona 7  | Monterrico San Vicente         |
| Zona 7  | Atlético Chicoana              |
| Zona 7  | Herminio Arrieta               |
| Zona 8  | Juventud Unida (C)             |
| Zona 8  | Atlético Concepción            |
| Zona 8  | San Carlos (LE)                |
| Zona 9  | Talleres (F)                   |
| Zona 9  | Deportivo Aguilares            |
| Zona 9  | Atlético Famaillá              |
| Zona 10 | Colón Juniors                  |
| Zona 10 | Sportivo Del Bono              |
| Zona 10 | Atenas de Pocito               |
| Zona 11 | Deportivo Guaymallén           |
| Zona 11 | Andes FBC                      |
| Zona 11 | Sportivo Balloffet             |
| Zona 12 | General Paz Juniors            |
| Zona 12 | Atenas (RC)                    |
| Zona 12 | Alianza de Moldes              |

| Posición        | Ascendidos al Torneo Federal A 2016 |
| --------------- | ----------------------------------- |
| Primer ascenso  | Villa Mitre                         |
| Segundo ascenso | Defensores de Pronunciamiento       |
| Tercer ascenso  | Güemes (SdE)                        |

- Equipos entrantes

| Ascendidos del Torneo Federal C |
| ------------------------------- |
| No hubo                         |

| Zona   | Descendidos del Federal A 2015 |
| ------ | ------------------------------ |
| Zona A | CAI                            |
| Zona A | Independiente (Ch)             |
| Zona A | Tiro Federal (R)               |
| Zona A | Alianza de Cutral Có           |
| Zona B | Vélez Sarsfield (SR)           |
| Zona B | Textil Mandiyú                 |
| Zona B | Américo Tesorieri (LR)         |
| Zona B | Andino                         |

## Renuncias
Debido a su formato opcional, 41 equipos decidieron no participar.
| Provincia           | Equipo                                                       | Ciudad                  | Liga de origen                 |
| ------------------- | ------------------------------------------------------------ | ----------------------- | ------------------------------ |
| Buenos Aires        | Bragado Club y Biblioteca Pública                            | Bragado                 | Liga Bragadense                |
| Buenos Aires        | Centro Deportivo Sarmiento                                   | Coronel Suárez          | Liga Regional                  |
| Buenos Aires        | Club Atlético Argentinos                                     | Veinticinco de Mayo     | Liga Veinticinqueña            |
| Buenos Aires        | Club Atlético El Linqueño                                    | Lincoln                 | Liga Amateur de Deportes       |
| Buenos Aires        | Club Atlético Juventud                                       | Pergamino               | Liga de Pergamino              |
| Buenos Aires        | Club Atlético Liniers                                        | Bahía Blanca            | Liga del Sur                   |
| Buenos Aires        | Club Atlético Sarmiento                                      | Ayacucho                | Liga Ayacuchense               |
| Buenos Aires        | Club Everton                                                 | La Plata                | Liga Amateur Platense          |
| Buenos Aires        | Club Football Jorge Newbery                                  | Junín                   | Liga Deportiva del Oeste       |
| Buenos Aires        | Club Social y Deportivo La Emilia                            | La Emilia               | Liga Nicoleña                  |
| Buenos Aires        | Club Sportivo Baradero                                       | Baradero                | Liga de Baradero               |
| Buenos Aires        | Fútbol Club Ferro Carril Sud                                 | Olavarría               | Liga de Olavarría              |
| Buenos Aires        | General Rojo Unión Deportiva                                 | General Rojo            | Liga Nicoleña                  |
| Chubut              | Club Atlético Germinal                                       | Rawson                  | Liga Valle del Chubut          |
| Chubut              | Club Atlético Huracán                                        | Comodoro Rivadavia      | Liga de Comodoro Rivadavia     |
| Córdoba             | Asociación Mutual del Club Tiro Federal y Deportivo Morteros | Morteros                | Liga Regional de San Francisco |
| Córdoba             | Club Atlético Aeronáutico Biblioteca y Mutual Sarmiento      | Leones                  | Liga Bellvillense              |
| Corrientes          | Club Social y Deportivo Textil Mandiyú                       | Corrientes              | Liga Correntina                |
| Jujuy               | Asociación de Tiro y Deportes Río Grande                     | La Mendieta             | Liga Regional Jujeña           |
| Jujuy               | Club Atlético Talleres                                       | Perico                  | Liga Jujeña                    |
| Jujuy               | Club Sociedad de Tiro y Gimnasia                             | San Pedro               | Liga Regional Jujeña           |
| La Pampa            | Club Social y Deportivo 25 de Mayo                           | 25 de Mayo              | Liga Deportiva Confluencia     |
| La Rioja            | Andino Sport Club                                            | La Rioja                | Liga Riojana                   |
| La Rioja            | Club Atlético Américo Tesorieri                              | La Rioja                | Liga Riojana                   |
| Mendoza             | Club Empleados de Comercio                                   | Guaymallén              | Liga Mendocina                 |
| Mendoza             | Club Huracán                                                 | San Rafael              | Liga Sanrafaelina              |
| Mendoza             | Club Social y Deportivo Montecaseros                         | San Martín              | Liga Rivadaviense              |
| Mendoza             | Sport Club Pacífico                                          | General Alvear          | Liga Alvearense                |
| Misiones            | Asociación Ex Alumnos Escuela N°185                          | Oberá                   | Liga Regional Obereña          |
| Misiones            | Club Deportivo Jorge Gibson Brown                            | Posadas                 | Liga Posadeña                  |
| Neuquén             | Club Social y Deportivo Alianza                              | Cutral Có               | Liga del Neuquén               |
| Salta               | Club Atlético Independiente                                  | Hipólito Yrigoyen       | Liga Regional de Bermejo       |
| San Juan            | Club Atlético Independiente de Villa Obrera                  | Villa Obrera            | Liga Sanjuanina                |
| San Juan            | Club Sportivo San Martín Iglesia                             | Rodeo                   | Liga Iglesiana                 |
| Santa Cruz          | Asociación Atlético Boxing Club                              | Río Gallegos            | Liga Sur de Santa Cruz         |
| Santa Fe            | Club Atlético Adelante                                       | Reconquista             | Liga Reconquistense            |
| Santa Fe            | Club Atlético Coronel Aguirre                                | Villa Gobernador Gálvez | Asociación Rosarina            |
| Santa Fe            | Club Atlético Tiro Federal Argentino                         | Rosario                 | Liga Rosarina                  |
| Santiago del Estero | Club Comercio Central Unidos                                 | Santiago del Estero     | Liga Santiagueña               |
| Santiago del Estero | Instituto Deportivo Santiago                                 | Santiago del Estero     | Liga Santiagueña               |
| Tucumán             | Club Social y Deportivo Lastenia                             | Lastenia                | Liga Tucumana                  |

## Formato

### Fase de clasificación
Se dividió a los 61 equipos que decidieron participar por cercanía geográfica en seis zonas de seis y cinco de cinco. Tras  enfrentarse en dos ruedas de todos contra todos, los dos primeros de cada zona, los terceros de las de seis y los cuatro mejores terceros de las de cinco clasificaron a la fase de eliminación.

### Fases por eliminación
Los 32 clasificados disputaron la Segunda fase a eliminación directa, a ida y vuelta. Tanto la Tercera como la Cuarta fase se disputaron de la misma manera, a fin de determinar cuatro finalistas. Los dos ganadores de la Quinta fase, o final, obtuvieron el ascenso al Torneo Federal A.
Los enfrentamientos se determinaron por cercanía geográfica, y solo en la Segunda fase no jugaron entre sí equipos que provinieron de la misma zona clasificatoria, ni los que hayan terminado primeros en su zona respectiva. A partir de la Tercera fase la localía se determinó según tres factores:
- Según la posición ocupada en Primera fase por los equipos enfrentados en el cruce, siendo local en el partido de vuelta siempre el mejor ubicado.
- En caso de que hubieran finalizado en la misma posición, si provenían de zonas de igual cantidad de participantes (ambos de 5 equipos o de 6), el local en el partido de vuelta fue definido por comparación de puntos, diferencia de gol y goles a favor de la Primera Fase.
- Si ocuparon el mismo puesto y provienían de zonas de diferente cantidad de participantes, el local en el partido de vuelta fue definido por puntos, diferencia de gol y goles a favor, goles de visitante y sorteo de la fase inmediatamente anterior.

### Tercer ascenso
Debido a que el Torneo Federal A 2016-17 quedaría con una cantidad impar de equipos, por haberse producido el descenso de un indirectamente afiliado en el Campeonato de Primera B Nacional 2016, y, al mismo tiempo, el ascenso a la Primera B Nacional de dos equipos provenientes del Torneo Federal A 2016, el Consejo Federal otorgó un tercer ascenso, con el fin de mantener un número par de participantes. El mismo fue disputado por los dos perdedores de la Quinta fase, a partidos de ida y vuelta.

### Régimen de descenso
Dado su formato, no hubo descensos.

## Equipos participantes
| Zona                                              | Equipo                              | Ciudad              | Provincia                                | Estadio       | Capacidad                      | Liga de Origen |
| ------------------------------------------------- | ----------------------------------- | ------------------- | ---------------------------------------- | ------------- | ------------------------------ | -------------- |
| Zona 1                                            |                                     |                     |                                          |               |                                |                |
| Club Deportivo Cruz del Sur                       | Bariloche                           | Río Negro           | Municipal                                | 3000          | Liga de Bariloche              |                |
| Club Deportivo Independiente                      | Río Colorado                        | Río Negro           | Antonio López Belzagui                   | 6000          | Liga de Río Colorado           |                |
| Club Sol de Mayo                                  | Viedma                              | Río Negro           | Estadio sin nombre                       | 5000          | Liga Rionegrina                |                |
| Comisión de Actividades Infantiles                | Comodoro Rivadavia                  | Chubut              | Municipal de Comodoro Rivadavia          | 12 300        | Liga de Comodoro Rivadavia     |                |
| Racing Club                                       | Trelew                              | Chubut              | Cayetano Castro                          | 5000          | Liga Valle del Chubut          |                |
| Zona 2                                            |                                     |                     |                                          |               |                                |                |
| Club Agropecuario Argentino                       | Carlos Casares                      | Buenos Aires        | De la Calle Carlos Arroyo                | 5000          | Liga Casarense                 |                |
| Club Atlético Kimberley                           | Mar del Plata                       | Buenos Aires        | José Antonio Valle José María Minella    | 4000 35 354   | Liga Marplatense               |                |
| Club Atlético Sansinena Social y Deportivo        | General Cerri                       | Buenos Aires        | Luis Molina                              | 4000          | Liga del Sur                   |                |
| Club Bella Vista                                  | Bahía Blanca                        | Buenos Aires        | Ignacio Nicolás                          | 4000          | Liga del Sur                   |                |
| Club Cívico Social Recreativo y Deportivo América | General Pirán                       | Buenos Aires        | Don Bosco                                | 1000          | Liga Maipuense                 |                |
| Zona 3                                            |                                     |                     |                                          |               |                                |                |
| Club Atlético 9 de Julio                          | Rafaela                             | Santa Fe            | Germán Solterman                         | 8000          | Liga Rafaelina                 |                |
| Club Atlético Alumni                              | Villa María                         | Córdoba             | Plaza Ocampo                             | 7000          | Liga Villamariense             |                |
| Club Atlético San Jorge                           | San Jorge                           | Santa Fe            | Parque 23 de Junio                       | 4000          | Liga Departamental San Martín  |                |
| Club Sportivo Ben Hur                             | Rafaela                             | Santa Fe            | Parque                                   | 13 000        | Liga Rafaelina                 |                |
| Club Sportivo Bernardino Rivadavia                | Venado Tuerto                       | Santa Fe            | El Coloso de Calle Sarmiento             | 6000          | Liga Venadense                 |                |
| Polideportivo Puerto General San Martín           | Puerto General San Martín           | Santa Fe            | Polideportivo Municipal                  | 1000          | Liga Regional Sanlorencina     |                |
| Zona 4                                            |                                     |                     |                                          |               |                                |                |
| Club Atlético Independiente                       | Chivilcoy                           | Buenos Aires        | Raúl Orlando Lungarzo                    | 2500          | Liga Chivilcoyana              |                |
| Club Atlético Social y Deportivo Camioneros       | General Rodríguez                   | Buenos Aires        | Hugo Moyano                              | 2000          | Liga Lujanense                 |                |
| Club Belgrano                                     | San Nicolás                         | Buenos Aires        | Fortunato Bonelli                        | 3500          | Liga Nicoleña                  |                |
| Club Defensores de Salto                          | Salto                               | Buenos Aires        | Carlos Testa                             | 7500          | Liga de Salto                  |                |
| Club Rivadavia                                    | Lincoln                             | Buenos Aires        | El Coliseo                               | 10 000        | Liga Deportiva del Oeste       |                |
| Zona 5                                            |                                     |                     |                                          |               |                                |                |
| Club Atlético Belgrano                            | Paraná                              | Entre Ríos          | Nuevo Mondonguero                        | 3000          | Liga Paranaense                |                |
| Club Atlético Libertad                            | Concordia                           | Entre Ríos          | Parque Mitre                             | 5000          | Liga Concordiense              |                |
| Club Atlético Uruguay                             | Concepción del Uruguay              | Entre Ríos          | Simón Luciano Plazaola                   | 12 000        | Liga de Concepción del Uruguay |                |
| Club Social y Deportivo Achirense                 | Colón                               | Entre Ríos          | Guillermo Bonnín                         | 1000          | Liga Departamental de Colón    |                |
| Viale Foot-Ball Club                              | Viale                               | Entre Ríos          | Estadio sin nombre                       | 1000          | Liga de Paraná Campaña         |                |
| Zona 6                                            |                                     |                     |                                          |               |                                |                |
| Club Atlético Resistencia Central                 | Resistencia                         | Chaco               | Eduardo Baltazar Colombo                 | 1500          | Liga Chaqueña                  |                |
| Club Deportivo Comercio                           | Santa Sylvina                       | Chaco               | Estadio sin nombre                       | 5000          | Asociación del Oeste Chaqueño  |                |
| Club Social y Deportivo Fontana                   | Fontana                             | Chaco               | Juan Alberto García Centenario           | 20 000 25 000 | Liga Chaqueña                  |                |
| Ferroviario Corrientes Fútbol Club                | Corrientes                          | Corrientes          | Juan Carlos Vallejos                     | 5000          | Liga Correntina                |                |
| Club Sportivo General San Martín                  | Formosa                             | Formosa             | Antonio Romero                           | 23 000        | Liga Formoseña                 |                |
| Huracán Football Club                             | Goya                                | Corrientes          | Ramón Cacique Oviedo                     | 6000          | Liga Goyana                    |                |
| Zona 7                                            |                                     |                     |                                          |               |                                |                |
| Club Atlético de la Juventud Alianza              | Santa Lucía                         | San Juan            | Centenario                               | 15 000        | Liga Sanjuanina                |                |
| Club Atlético Palmira                             | Palmira                             | Mendoza             | José Castro                              | 5000          | Liga Mendocina                 |                |
| Club Atlético Trinidad                            | San Juan                            | San Juan            | El Templo                                | 15 000        | Liga Sanjuanina                |                |
| Club Sportivo Desamparados                        | San Juan                            | San Juan            | El Serpentario                           | 12 000        | Liga Sanjuanina                |                |
| Club Sportivo Peñarol                             | Chimbas                             | San Juan            | Ramón Pablo Rojas                        | 4000          | Liga Sanjuanina                |                |
| Luján Sport Club                                  | Luján de Cuyo                       | Mendoza             | Jardín del Bajo                          | 8000          | Liga Mendocina                 |                |
| Zona 8                                            |                                     |                     |                                          |               |                                |                |
| Asociación Atlética Estudiantes                   | Río Cuarto                          | Córdoba             | Ciudad de Río Cuarto                     | 15 000        | Liga Regional de Río Cuarto    |                |
| Atlético Club San Martín                          | San Martín                          | Mendoza             | Libertador General San Martín            | 8782          | Liga Mendocina                 |                |
| Club Atlético Argentino                           | San José                            | Mendoza             | Ingeniero Mauricio Serra                 | 15 000        | Liga Mendocina                 |                |
| Club Atlético Huracán Las Heras                   | Las Heras                           | Mendoza             | General San Martín                       | 10 000        | Liga Mendocina                 |                |
| Club Jorge Newbery                                | Villa Mercedes                      | San Luis            | Osvaldo Centioni                         | 7500          | Liga de Villa Mercedes         |                |
| Zona 9                                            |                                     |                     |                                          |               |                                |                |
| Club Atlético Central Norte                       | Salta                               | Salta               | Dr. Luis Güemes Padre Ernesto Martearena | 4000 20 408   | Liga Salteña                   |                |
| Club Atlético Mitre                               | Salta                               | Salta               | Miguel Pascual Soler                     | 4000          | Liga Salteña                   |                |
| Club Atlético Pellegrini                          | Salta                               | Salta               | Municipal de Salta                       | 3500          | Liga Salteña                   |                |
| Club Atlético Progreso                            | Rosario de la Frontera              | Salta               | Municipal Rosario de la Frontera         | 2500          | Liga de Rosario de la Frontera |                |
| Club Camioneros Argentinos del Norte              | Salta                               | Salta               | Fray Honorato Pistoia                    | 8000          | Liga Salteña                   |                |
| Club Deportivo Tabacal                            | El Tabacal                          | Salta               | Estadio sin nombre                       | 6000          | Liga Regional de Bermejo       |                |
| Zona 10                                           |                                     |                     |                                          |               |                                |                |
| Club Atlético Almirante Brown                     | Lules                               | Tucumán             | Estadio sin nombre                       | 9000          | Liga Tucumana de Fútbol        |                |
| Club Atlético Amalia                              | Villa Amalia                        | Tucumán             | Independencia de Tucumán                 | 3000          | Liga Tucumana de Fútbol        |                |
| Club Atlético Policial                            | San Fernando del Valle de Catamarca | Catamarca           | Bicentenario Ciudad de Catamarca         | 20 000        | Liga Catamarqueña de Fútbol    |                |
| Club Social y Deportivo Lastenia                  | Lastenia                            | Tucumán             | Segundo 'Saitilla' Reynoso               | 1500          | Liga Tucumana de Fútbol        |                |
| Club Sportivo Guzmán                              | Tucumán                             | Tucumán             | Estadio sin nombre                       | 7155          | Liga Tucumana de Fútbol        |                |
| Club Sportivo Villa Cubas                         | San Fernando del Valle de Catamarca | Catamarca           | Bicentenario Ciudad de Catamarca         | 20 000        | Liga Catamarqueña de Fútbol    |                |
| Zona 11                                           |                                     |                     |                                          |               |                                |                |
| Club Atlético Argentino Peñarol                   | Córdoba                             | Córdoba             | El Trampero                              | 4000          | Liga Cordobesa de Fútbol       |                |
| Club Atlético Las Palmas                          | Córdoba                             | Córdoba             | Avenida Ramón García Martínez            | 5000          | Liga Cordobesa de Fútbol       |                |
| Club Atlético Racing                              | Córdoba                             | Córdoba             | Miguel Sancho                            | 18 000        | Liga Cordobesa de Fútbol       |                |
| Club Atlético Sarmiento                           | La Banda                            | Santiago del Estero | Ciudad de La Banda                       | 8000          | Liga Santiagueña de Fútbol     |                |
| Club Atlético Unión Santiago                      | Santiago del Estero                 | Santiago del Estero | Estadio sin nombre                       | 5000          | Liga Santiagueña de Fútbol     |                |
| Club Atlético Vélez Sarsfield                     | San Ramón                           | Santiago del Estero | Coliseo de los Sueños                    | 2500          | Liga Santiagueña de Fútbol     |                |

### Distribución geográfica
| Región                   | Cant. | Equipos |
| ------------------------ | ----- | --- |
| Interior de Buenos Aires | 9     | Agropecuario, América (GP), Belgrano (SN), Bella Vista (BB), Defensores de Salto, Kimberley, Independiente (Ch), Rivadavia (L) y Sansinena. |
| Salta                    | 6     | Atlético Pellegrini (S), Camioneros Argentinos del Norte, Central Norte (S), Deportivo Tabacal, Mitre (S) y Progreso (RdlF).                |
| Córdoba                  | 5     | Alumni (VM), Argentino Peñarol, Estudiantes (RC), Las Palmas y Racing (C).                                                                  |
| Entre Ríos               | 5     | Atlético Uruguay, Belgrano (P), Deportivo Achirense, Libertad (C) y Viale FBC.                                                              |
| Mendoza                  | 5     | Atlético Argentino (M), Atlético Palmira, Huracán Las Heras, Luján SC y San Martín (M).                                                     |
| Santa Fe                 | 5     | 9 de Julio (R), Ben Hur, Puerto General San Martín, San Jorge (SF) y Sportivo Rivadavia (VT).                                               |
| San Juan                 | 4     | Atlético Trinidad, Desamparados, Juventud Alianza y Sportivo Peñarol (C).                                                                   |
| Tucumán                  | 4     | Almirante Brown (L), Atlético Amalia, Bella Vista (T) y Sportivo Guzmán.                                                                    |
| Chaco                    | 3     | Comercio (SS), Deportivo Fontana y Resistencia Central.                                                                                     |
| Río Negro                | 3     | Cruz del Sur, Independiente (RC) y Sol de Mayo.                                                                                             |
| Santiago del Estero      | 3     | Sarmiento (LB), Unión Santiago y Vélez Sarsfield (SR).                                                                                      |
| Catamarca                | 2     | Atlético Policial y Villa Cubas. |
| Chubut                   | 2     | CAI y Racing (T). |
| Corrientes               | 2     | Ferroviario y Huracán (G). |
| Conurbano bonaerense     | 1     | Atlético Camioneros. |
| Formosa                  | 1     | San Martín (F). |
| San Luis                 | 1     | Jorge Newbery (VM). |
| Total                    | 61    | |

## Fase de clasificación

### Zona 1

#### Tabla de posiciones
| Pos. | Equipo                       | Pts. | PJ | PG | PE | PP | GF | GC | Dif. |
| ---- | ---------------------------- | ---- | -- | -- | -- | -- | -- | -- | ---- |
| 01.º | Racing (Trelew)              | 16   | 8  | 5  | 1  | 2  | 20 | 8  | 12   |
| 02.º | Sol de Mayo                  | 14   | 8  | 4  | 2  | 2  | 20 | 17 | 3    |
| 03.º | Cruz del Sur (Bariloche)     | 10   | 8  | 3  | 1  | 4  | 14 | 17 | −3   |
| 04.º | Independiente (Río Colorado) | 9    | 8  | 3  | 0  | 5  | 16 | 25 | −9   |
| 05.º | CAI                          | 8    | 8  | 2  | 2  | 4  | 16 | 19 | −3   |

|  | Clasificaron a la Segunda fase |

#### Resultados
| Racing (T)                      | 3 - 1 | CAI                | Cayetano Castro | 20 de febrero | 17:00 |
| Sol de Mayo                     | 5 - 2 | Independiente (RC) | Sol de Mayo     | 21 de febrero | 18:00 |
| Libre: Cruz del Sur (Bariloche) |       |                    |                 |               |       |

| Independiente (RC) | 1 - 0 | Racing (T)       | Antonio López Belzagui          | 27 de febrero | 20:30 |
| CAI                | 3 - 1 | Cruz del Sur (B) | Municipal de Comodoro Rivadavia | 28 de febrero | 17:05 |
| Libre: Sol de Mayo |       |                  |                                 |               |       |

| Racing (T)       | 3 - 1 | Sol de Mayo        | Cayetano Castro        | 5 de marzo | 17:00 |
| Cruz del Sur (B) | 3 - 2 | Independiente (RC) | Municipal de Bariloche | 5 de marzo | 17:30 |
| Libre: CAI       |       |                    |                        |            |       |

| Independiente (RC)     | 3 - 1 | CAI              | Antonio López Belzagui | 12 de marzo | 20:40 |
| Sol de Mayo            | 2 - 2 | Cruz del Sur (B) | Sol de Mayo            | 13 de marzo | 17:00 |
| Libre: Racing (Trelew) |       |                  |                        |             |       |

| CAI                                 | 3 - 3 | Sol de Mayo | Municipal de Comodoro Rivadavia | 19 de marzo | 17:00 |
| Cruz del Sur (B)                    | 0 - 3 | Racing (T)  | Municipal de Bariloche          | 20 de marzo | 17:00 |
| Libre: Independiente (Río Colorado) |       |             |                                 |             |       |

| Independiente (RC)              | 3 - 2 | Sol de Mayo | Antonio López Belzagui          | 26 de marzo | 20:30 |
| CAI                             | 2 - 2 | Racing (T)  | Municipal de Comodoro Rivadavia | 27 de marzo | 17:00 |
| Libre: Cruz del Sur (Bariloche) |       |             |                                 |             |       |

| Racing (T)         | 6 - 0 | Independiente (RC) | Cayetano Castro        | 3 de abril | 11:00 |
| Cruz del Sur (B)   | 3 - 1 | CAI                | Municipal de Bariloche | 3 de abril | 17:00 |
| Libre: Sol de Mayo |       |                    |                        |            |       |

| Sol de Mayo        | 3 - 2 | Racing (T)       | Sol de Mayo            | 10 de abril | 16:05 |
| Independiente (RC) | 3 - 4 | Cruz del Sur (B) | Antonio López Belzagui | 10 de abril | 17:15 |
| Libre: CAI         |       |                  |                        |             |       |

| CAI                    | 4 - 2 | Independiente (RC) | Municipal de Comodoro Rivadavia | 17 de abril | 16:05 |
| Cruz del Sur (B)       | 1 - 2 | Sol de Mayo        | Municipal de Bariloche          | 17 de abril | 16:40 |
| Libre: Racing (Trelew) |       |                    |                                 |             |       |

| Sol de Mayo                         | 2 - 1 | CAI              | Sol de Mayo     | 24 de abril | 15:35 |
| Racing (T)                          | 1 - 0 | Cruz del Sur (B) | Cayetano Castro | 24 de abril | 15:40 |
| Libre: Independiente (Río Colorado) |       |                  |                 |             |       |

### Zona 2

#### Tabla de posiciones
| Pos. | Equipo                     | Pts. | PJ | PG | PE | PP | GF | GC | Dif. |
| ---- | -------------------------- | ---- | -- | -- | -- | -- | -- | -- | ---- |
| 01.º | Sansinena                  | 14   | 8  | 4  | 2  | 2  | 16 | 13 | 3    |
| 02.º | Agropecuario               | 13   | 8  | 3  | 4  | 1  | 12 | 8  | 4    |
| 03.º | Bella Vista (Bahía Blanca) | 12   | 8  | 3  | 3  | 2  | 6  | 9  | −3   |
| 04.º | Kimberley                  | 7    | 8  | 1  | 4  | 3  | 6  | 8  | −2   |
| 05.º | América (General Pirán)    | 6    | 8  | 1  | 3  | 4  | 8  | 10 | −2   |

|  | Clasificaron a la Segunda fase |

#### Resultados
| Kimberley                      | 1 - 2 | Agropecuario | José Antonio Valle | 20 de febrero | 17:00 |
| Bella Vista (BB)               | 2 - 1 | Sansinena    | Ignacio Nicolás    | 21 de febrero | 17:00 |
| Libre: América (General Pirán) |       |              |                    |               |       |

| Agropecuario     | 3 - 0 | Bella Vista (BB) | De la Calle Carlos Arroyo | 27 de febrero | 20:30 |
| Sansinena        | 5 - 4 | América (GP)     | Luis Molina               | 29 de febrero | 17:00 |
| Libre: Kimberley |       |                  |                           |               |       |

| Bella Vista (BB) | 1 - 1 | Kimberley    | Ignacio Nicolás | 5 de marzo | 17:00 |
| América (GP)     | 0 - 0 | Agropecuario | Don Bosco       | 7 de marzo | 17:00 |
| Libre: Sansinena |       |              |                 |            |       |

| Kimberley                         | 0 - 2 | América (GP) | José Antonio Valle        | 12 de marzo | 16:00 |
| Agropecuario                      | 2 - 2 | Sansinena    | De la Calle Carlos Arroyo | 13 de marzo | 20:00 |
| Libre: Bella Vista (Bahía Blanca) |       |              |                           |             |       |

| América (GP)        | 0 - 0 | Bella Vista (BB) | Don Bosco   | 19 de marzo | 17:00 |
| Sansinena           | 2 - 0 | Kimberley        | Luis Molina | 20 de marzo | 16:30 |
| Libre: Agropecuario |       |                  |             |             |       |

| Sansinena                      | 3 - 0 | Bella Vista (BB) | Luis Molina               | 27 de marzo | 16:30 |
| Agropecuario                   | 1 - 1 | Kimberley        | De la Calle Carlos Arroyo | 27 de marzo | 17:00 |
| Libre: América (General Pirán) |       |                  |                           |             |       |

| América (GP)     | 0 - 1 | Sansinena    | Don Bosco       | 3 de abril | 16:00 |
| Bella Vista (BB) | 1 - 0 | Agropecuario | Ignacio Nicolás | 3 de abril | 17:00 |
| Libre: Kimberley |       |              |                 |            |       |

| Agropecuario     | 2 - 1 | América (GP)     | De la Calle Carlos Arroyo | 9 de abril  | 16:00 |
| Kimberley        | 0 - 0 | Bella Vista (BB) | José Antonio Valle        | 10 de abril | 11:05 |
| Libre: Sansinena |       |                  |                           |             |       |

| Sansinena                         | 2 - 2 | Agropecuario | Luis Molina | 16 de abril | 16:00 |
| América (GP)                      | 0 - 0 | Kimberley    | Don Bosco   | 17 de abril | 16:00 |
| Libre: Bella Vista (Bahía Blanca) |       |              |             |             |       |

| Bella Vista (BB)    | 2 - 1 | América (GP) | Ignacio Nicolás    | 23 de abril | 15:45 |
| Kimberley           | 3 - 0 | Sansinena    | José Antonio Valle | 24 de abril | 11:00 |
| Libre: Agropecuario |       |              |                    |             |       |

### Zona 3

#### Tabla de posiciones
| Pos. | Equipo                             | Pts. | PJ | PG | PE | PP | GF | GC | Dif. |
| ---- | ---------------------------------- | ---- | -- | -- | -- | -- | -- | -- | ---- |
| 01.º | San Jorge (Santa Fe)               | 19   | 10 | 6  | 1  | 3  | 18 | 11 | 7    |
| 02.º | Puerto General San Martín          | 15   | 10 | 4  | 3  | 3  | 10 | 8  | 2    |
| 03.º | Ben Hur                            | 15   | 10 | 4  | 3  | 3  | 14 | 11 | 3    |
| 04.º | Alumni (Villa María)               | 13   | 10 | 3  | 4  | 3  | 17 | 14 | 3    |
| 05.º | 9 de Julio (Rafaela)               | 12   | 10 | 3  | 3  | 4  | 11 | 16 | −5   |
| 06.º | Sportivo Rivadavia (Venado Tuerto) | 8    | 10 | 2  | 2  | 6  | 10 | 20 | −10  |

|  | Clasificaron a la Segunda fase |

#### Resultados
| San Jorge (SF) | 2 - 0 | Sportivo Rivadavia (VT)   | Parque 23 de Junio | 21 de febrero | 19:40 |
| Alumni (VM)    | 0 - 0 | Puerto General San Martín | Plaza Ocampo       | 21 de febrero | 20:05 |
| Ben Hur        | 1 - 1 | 9 de Julio (R)            | Parque             | 21 de febrero | 20:05 |

| Puerto General San Martín | 2 - 1 | Ben Hur                 | Polideportivo Municipal | 28 de febrero | 17:00 |
| 9 de Julio (R)            | 1 - 2 | Sportivo Rivadavia (VT) | Germán Solterman        | 28 de febrero | 20:05 |
| Alumni (VM)               | 2 - 2 | San Jorge (SF)          | Plaza Ocampo            | 28 de febrero | 20:05 |

| San Jorge (SF)          | 2 - 0 | 9 de Julio (R)            | Parque 23 de Junio           | 6 de marzo | 19:30 |
| Ben Hur                 | 2 - 2 | Alumni (VM)               | Parque                       | 6 de marzo | 20:00 |
| Sportivo Rivadavia (VT) | 1 - 1 | Puerto General San Martín | El Coloso de Calle Sarmiento | 6 de marzo | 20:00 |

| Alumni (VM)               | 5 - 2 | Sportivo Rivadavia (VT) | Plaza Ocampo            | 11 de marzo | 21:30 |
| Puerto General San Martín | 0 - 1 | 9 de Julio (R)          | Polideportivo Municipal | 13 de marzo | 17:00 |
| Ben Hur                   | 2 - 0 | San Jorge (SF)          | Parque                  | 13 de marzo | 19:35 |

| 9 de Julio (R)          | 1 - 1 | Alumni (VM)               | Germán Solterman             | 20 de marzo | 18:30 |
| Sportivo Rivadavia (VT) | 1 - 3 | Ben Hur                   | El Coloso de Calle Sarmiento | 20 de marzo | 19:00 |
| San Jorge (SF)          | 2 - 1 | Puerto General San Martín | Parque 23 de Junio           | 20 de marzo | 19:30 |

| Puerto General San Martín | 0 - 2 | Alumni (VM)    | Polideportivo Municipal      | 27 de marzo | 17:00 |
| Sportivo Rivadavia (VT)   | 0 - 3 | San Jorge (SF) | El Coloso de Calle Sarmiento | 27 de marzo | 18:00 |
| 9 de Julio (R)            | 1 - 0 | Ben Hur        | Germán Solterman             | 27 de marzo | 18:00 |

| Sportivo Rivadavia (VT) | 2 - 2 | 9 de Julio (R)            | El Coloso de Calle Sarmiento | 3 de abril | 17:30 |
| San Jorge (SF)          | 3 - 0 | Alumni (VM)               | Parque 23 de Junio           | 3 de abril | 18:00 |
| Ben Hur                 | 1 - 1 | Puerto General San Martín | Parque                       | 3 de abril | 19:00 |

| Puerto General San Martín | 1 - 0 | Sportivo Rivadavia (VT) | Polideportivo Municipal | 10 de abril | 16:00 |
| Alumni (VM)               | 1 - 2 | Ben Hur                 | Plaza Ocampo            | 10 de abril | 17:35 |
| 9 de Julio (R)            | 4 - 2 | San Jorge (SF)          | Germán Solterman        | 10 de abril | 18:00 |

| Sportivo Rivadavia (VT) | 2 - 1 | Alumni (VM)               | El Coloso de Calle Sarmiento | 17 de abril | 17:00 |
| San Jorge (SF)          | 2 - 1 | Ben Hur                   | Parque 23 de Junio           | 17 de abril | 17:05 |
| 9 de Julio (R)          | 0 - 3 | Puerto General San Martín | Germán Solterman             | 17 de abril | 18:00 |

| Puerto General San Martín | 1 - 0 | San Jorge (SF)          | Polideportivo Municipal | 24 de abril | 11:00 |
| Alumni (VM)               | 3 - 0 | 9 de Julio (R)          | Plaza Ocampo            | 24 de abril | 11:00 |
| Ben Hur                   | 1 - 0 | Sportivo Rivadavia (VT) | Parque                  | 24 de abril | 11:10 |

### Zona 4

#### Tabla de posiciones
| Pos. | Equipo                    | Pts. | PJ | PG | PE | PP | GF | GC | Dif. |
| ---- | ------------------------- | ---- | -- | -- | -- | -- | -- | -- | ---- |
| 01.º | Rivadavia (Lincoln)       | 16   | 8  | 4  | 4  | 0  | 11 | 2  | 9    |
| 02.º | Independiente (Chivilcoy) | 13   | 8  | 4  | 1  | 3  | 9  | 10 | −1   |
| 03.º | Defensores de Salto       | 10   | 8  | 2  | 4  | 2  | 7  | 7  | 0    |
| 04.º | Belgrano (San Nicolás)    | 8    | 8  | 2  | 2  | 4  | 2  | 8  | −6   |
| 05.º | Atlético Camioneros       | 6    | 8  | 1  | 3  | 4  | 7  | 9  | −2   |

|  | Clasificaron a la Segunda fase |

#### Resultados
| Independiente (Ch)         | 1 - 0 | Atlético Camioneros | Raúl Orlando Lungarzo | 21 de febrero | 17:15 |
| Belgrano (SN)              | 0 - 1 | Rivadavia (L)       | Fortunato Bonelli     | 21 de febrero | 19:00 |
| Libre: Defensores de Salto |       |                     |                       |               |       |

| Atlético Camioneros           | 1 - 1 | Defensores de Salto | Hugo Moyano | 27 de febrero | 17:00 |
| Rivadavia (L)                 | 5 - 0 | Independiente (Ch)  | El Coliseo  | 28 de febrero | 17:20 |
| Libre: Belgrano (San Nicolás) |       |                     |             |               |       |

| Independiente (Ch)         | 2 - 0 | Belgrano (SN) | Raúl Orlando Lungarzo | 5 de marzo | 17:15 |
| Defensores de Salto        | 1 - 1 | Rivadavia (L) | Carlos Testa          | 6 de marzo | 20:05 |
| Libre: Atlético Camioneros |       |               |                       |            |       |

| Rivadavia (L)                    | 0 - 0 | Atlético Camioneros | El Coliseo        | 13 de marzo | 16:00 |
| Belgrano (SN)                    | 1 - 0 | Defensores de Salto | Fortunato Bonelli | 13 de marzo | 17:00 |
| Libre: Independiente (Chivilcoy) |       |                     |                   |             |       |

| Atlético Camioneros        | 3 - 0 | Belgrano (SN)      | Hugo Moyano  | 19 de marzo | 16:00 |
| Defensores de Salto        | 1 - 2 | Independiente (Ch) | Carlos Testa | 20 de marzo | 18:00 |
| Libre: Rivadavia (Lincoln) |       |                    |              |             |       |

| Atlético Camioneros        | 1 - 3 | Independiente (Ch) | Hugo Moyano | 26 de marzo | 15:30 |
| Rivadavia (L)              | 2 - 0 | Belgrano (SN)      | El Coliseo  | 27 de marzo | 16:00 |
| Libre: Defensores de Salto |       |                    |             |             |       |

| Independiente (Ch)            | 1 - 1 | Rivadavia (L)       | Raúl Orlando Lungarzo | 3 de abril | 15:15 |
| Defensores de Salto           | 3 - 2 | Atlético Camioneros | Carlos Testa          | 3 de abril | 16:30 |
| Libre: Belgrano (San Nicolás) |       |                     |                       |            |       |

| Belgrano (SN)              | 1 - 0 | Independiente (Ch)  | Fortunato Bonelli | 9 de abril  | 17:05 |
| Rivadavia (L)              | 0 - 0 | Defensores de Salto | El Coliseo        | 10 de abril | 16:05 |
| Libre: Atlético Camioneros |       |                     |                   |             |       |

| Atlético Camioneros              | 0 - 1 | Rivadavia (L) | Hugo Moyano  | 17 de abril | 16:00 |
| Defensores de Salto              | 0 - 0 | Belgrano (SN) | Carlos Testa | 17 de abril | 16:05 |
| Libre: Independiente (Chivilcoy) |       |               |              |             |       |

| Independiente (Ch)         | 0 - 1 | Defensores de Salto | Raúl Orlando Lungarzo | 24 de abril | 11:30 |
| Belgrano (SN)              | 0 - 0 | Atlético Camioneros | Fortunato Bonelli     | 24 de abril | 11:30 |
| Libre: Rivadavia (Lincoln) |       |                     |                       |             |       |

### Zona 5

#### Tabla de posiciones
| Pos. | Equipo               | Pts. | PJ | PG | PE | PP | GF | GC | Dif. |
| ---- | -------------------- | ---- | -- | -- | -- | -- | -- | -- | ---- |
| 01.º | Atlético Uruguay     | 14   | 8  | 4  | 2  | 2  | 10 | 9  | 1    |
| 02.º | Belgrano (Paraná)    | 13   | 8  | 4  | 1  | 3  | 11 | 7  | 4    |
| 03.º | Deportivo Achirense  | 11   | 8  | 3  | 2  | 3  | 9  | 8  | 1    |
| 04.º | Libertad (Concordia) | 10   | 8  | 3  | 1  | 4  | 11 | 13 | −2   |
| 05.º | Viale FBC            | 8    | 8  | 2  | 2  | 4  | 7  | 11 | −4   |

|  | Clasificaron a la Segunda fase |

#### Resultados
| Viale FBC                | 1 - 2 | Deportivo Achirense | Viale FBC    | 20 de febrero | 21:00 |
| Libertad (C)             | 2 - 1 | Atlético Uruguay    | Parque Mitre | 21 de febrero | 18:00 |
| Libre: Belgrano (Paraná) |       |                     |              |               |       |

| Atlético Uruguay    | 0 - 0 | Belgrano (P) | Simón Luciano Plazaola | 28 de febrero | 18:00 |
| Deportivo Achirense | 3 - 1 | Libertad (C) | Guillermo Bonnín       | 28 de febrero | 18:00 |
| Libre: Viale FBC    |       |              |                        |               |       |

| Belgrano (P)            | 1 - 0 | Deportivo Achirense | Nuevo Mondonguero | 5 de marzo | 17:00 |
| Libertad (C)            | 1 - 1 | Viale FBC           | Parque Mitre      | 6 de marzo | 20:00 |
| Libre: Atlético Uruguay |       |                     |                   |            |       |

| Deportivo Achirense         | 1 - 1 | Atlético Uruguay | Guillermo Bonnín | 13 de marzo | 17:00 |
| Viale FBC                   | 1 - 0 | Belgrano (P)     | Viale FBC        | 13 de marzo | 20:00 |
| Libre: Libertad (Concordia) |       |                  |                  |             |       |

| Atlético Uruguay           | 2 - 1 | Viale FBC    | Simón Luciano Plazaola | 20 de marzo | 17:00 |
| Belgrano (P)               | 1 - 2 | Libertad (C) | Nuevo Mondonguero      | 20 de marzo | 17:00 |
| Libre: Deportivo Achirense |       |              |                        |             |       |

| Deportivo Achirense      | 1 - 1 | Viale FBC    | Guillermo Bonnín       | 26 de marzo | 20:30 |
| Atlético Uruguay         | 2 - 1 | Libertad (C) | Simón Luciano Plazaola | 27 de marzo | 17:00 |
| Libre: Belgrano (Paraná) |       |              |                        |             |       |

| Belgrano (P)     | 3 - 1 | Atlético Uruguay    | Nuevo Mondonguero | 3 de abril | 16:00 |
| Libertad (C)     | 0 - 1 | Deportivo Achirense | Parque Mitre      | 3 de abril | 16:00 |
| Libre: Viale FBC |       |                     |                   |            |       |

| Deportivo Achirense     | 0 - 1 | Belgrano (P) | Guillermo Bonnín | 10 de abril | 16:00 |
| Viale FBC               | 2 - 1 | Libertad (C) | Viale FBC        | 10 de abril | 17:00 |
| Libre: Atlético Uruguay |       |              |                  |             |       |

| Belgrano (P)                | 3 - 0 | Viale FBC           | Nuevo Mondonguero      | 16 de abril | 16:00 |
| Atlético Uruguay            | 2 - 1 | Deportivo Achirense | Simón Luciano Plazaola | 17 de abril | 16:30 |
| Libre: Libertad (Concordia) |       |                     |                        |             |       |

| Viale FBC                  | 0 - 1 | Atlético Uruguay | Viale FBC    | 23 de abril | 16:00 |
| Libertad (C)               | 3 - 2 | Belgrano (P)     | Parque Mitre | 24 de abril | 17:00 |
| Libre: Deportivo Achirense |       |                  |              |             |       |

### Zona 6

#### Tabla de posiciones
| Pos. | Equipo                          | Pts. | PJ | PG | PE | PP | GF | GC | Dif. |
| ---- | ------------------------------- | ---- | -- | -- | -- | -- | -- | -- | ---- |
| 01.º | Ferroviario Corrientes          | 18   | 10 | 5  | 3  | 2  | 18 | 17 | 1    |
| 02.º | San Martín (Formosa)            | 16   | 10 | 4  | 4  | 2  | 17 | 14 | 3    |
| 03.º | Huracán de Goya                 | 15   | 10 | 4  | 3  | 3  | 17 | 11 | 6    |
| 04.º | Resistencia Central             | 14   | 10 | 3  | 5  | 2  | 19 | 16 | 3    |
| 05.º | Comercio (Santa Sylvina)        | 10   | 10 | 3  | 1  | 6  | 14 | 20 | −6   |
| 06.º | Deportivo Fontana (Resistencia) | 7    | 10 | 1  | 4  | 5  | 12 | 19 | −7   |

|  | Clasificaron a la Segunda fase |

#### Resultados
| San Martín (F)        | 0 - 1 | Ferroviario (C)     | Antonio Romero            | 21 de febrero | 17:00 |
| Deportivo Fontana (R) | 2 - 1 | Huracán (G)         | Juan Alberto García       | 21 de febrero | 17:00 |
| Comercio (SS)         | 1 - 2 | Resistencia Central | Comercio de Santa Sylvina | 21 de febrero | 18:00 |

| Ferroviario (C)       | 3 - 3 | Resistencia Central | Juan Carlos Vallejos | 28 de febrero | 17:05 |
| Deportivo Fontana (R) | 2 - 2 | Comercio (SS)       | Juan Alberto García  | 28 de febrero | 17:15 |
| Huracán (G)           | 1 - 1 | San Martín (F)      | Ramón Cacique Oviedo | 28 de febrero | 18:00 |

| Resistencia Central | 2 - 3 | Huracán (G)           | Resistencia Central       | 5 de marzo | 17:15 |
| Comercio (SS)       | 4 - 1 | Ferroviario (C)       | Comercio de Santa Sylvina | 5 de marzo | 17:30 |
| San Martín (F)      | 1 - 1 | Deportivo Fontana (R) | Antonio Romero            | 5 de marzo | 17:30 |

| San Martín (F)        | 2 - 1 | Comercio (SS)       | Antonio Romero       | 13 de marzo | 16:30 |
| Huracán (G)           | 1 - 1 | Ferroviario (C)     | Ramón Cacique Oviedo | 13 de marzo | 17:00 |
| Deportivo Fontana (R) | 0 - 1 | Resistencia Central | Juan Alberto García  | 13 de marzo | 17:00 |

| Resistencia Central | 2 - 2 | San Martín (F)        | Resistencia Central       | 19 de marzo | 17:00 |
| Comercio (SS)       | 1 - 3 | Huracán (G)           | Comercio de Santa Sylvina | 20 de marzo | 16:30 |
| Ferroviario (C)     | 4 - 3 | Deportivo Fontana (R) | Juan Carlos Vallejos      | 20 de marzo | 16:45 |

| Ferroviario (C)     | 0 - 2 | San Martín (F)        | Juan Carlos Vallejos | 26 de marzo | 16:30 |
| Resistencia Central | 3 - 0 | Comercio (SS)         | Resistencia Central  | 27 de marzo | 16:30 |
| Huracán (G)         | 3 - 0 | Deportivo Fontana (R) | Ramón Cacique Oviedo | 27 de marzo | 17:00 |

| Resistencia Central | 2 - 2 | Ferroviario (C)       | Resistencia Central       | 2 de abril | 16:30 |
| San Martín (F)      | 2 - 1 | Huracán (G)           | Antonio Romero            | 3 de abril | 15:00 |
| Comercio (SS)       | 2 - 1 | Deportivo Fontana (R) | Comercio de Santa Sylvina | 3 de abril | 16:30 |

| Deportivo Fontana (R) | 2 - 2 | San Martín (F)      | Juan Alberto García  | 10 de abril | 16:30 |
| Ferroviario (C)       | 2 - 1 | Comercio (SS)       | Juan Carlos Vallejos | 10 de abril | 16:30 |
| Huracán (G)           | 0 - 0 | Resistencia Central | Ramón Cacique Oviedo | 10 de abril | 16:40 |

| Ferroviario (C)     | 2 - 1 | Huracán (G)           | Juan Carlos Vallejos      | 17 de abril | 16:00 |
| Comercio (SS)       | 2 - 1 | San Martín (F)        | Comercio de Santa Sylvina | 17 de abril | 16:30 |
| Resistencia Central | 1 - 1 | Deportivo Fontana (R) | Resistencia Central       | 17 de abril | 16:30 |

| Deportivo Fontana (R) | 0 - 2 | Ferroviario (C)     | Juan Alberto García  | 23 de abril | 16:30 |
| San Martín (F)        | 4 - 3 | Resistencia Central | Antonio Romero       | 24 de abril | 11:00 |
| Huracán (G)           | 3 - 0 | Comercio (SS)       | Ramón Cacique Oviedo | 24 de abril | 11:00 |

### Zona 7

#### Tabla de posiciones
| Pos. | Equipo                     | Pts. | PJ | PG | PE | PP | GF | GC | Dif. |
| ---- | -------------------------- | ---- | -- | -- | -- | -- | -- | -- | ---- |
| 01.º | Desamparados               | 17   | 10 | 5  | 2  | 3  | 11 | 8  | 3    |
| 02.º | Sportivo Peñarol (Chimbas) | 16   | 10 | 5  | 1  | 4  | 12 | 12 | 0    |
| 03.º | Atlético Palmira           | 15   | 10 | 5  | 0  | 5  | 11 | 10 | 1    |
| 04.º | Juventud Alianza           | 14   | 10 | 4  | 2  | 4  | 11 | 9  | 2    |
| 05.º | Trinidad                   | 13   | 10 | 4  | 1  | 5  | 15 | 11 | 4    |
| 06.º | Luján SC                   | 11   | 10 | 3  | 2  | 5  | 10 | 20 | −10  |

|  | Clasificaron a la Segunda fase |

#### Resultados
| Atlético Palmira | 2 - 0 | Sportivo Peñarol (C) | José Castro | 21 de febrero | 18:00 |
| Juventud Alianza | 3 - 1 | Luján SC             | Centenario  | 21 de febrero | 18:00 |
| Trinidad         | 1 - 2 | Desamparados         | El Templo   | 21 de febrero | 19:00 |

| Atlético Palmira     | 1 - 0 | Juventud Alianza | José Castro       | 28 de febrero | 17:40 |
| Sportivo Peñarol (C) | 2 - 1 | Trinidad         | Ramón Pablo Rojas | 29 de febrero | 21:30 |
| Desamparados         | 5 - 0 | Luján SC         | El Serpentario    | 29 de febrero | 22:15 |

| Trinidad         | 0 - 1 | Atlético Palmira     | El Templo       | 4 de marzo | 21:55 |
| Juventud Alianza | 1 - 0 | Desamparados         | Centenario      | 6 de marzo | 21:30 |
| Luján SC         | 2 - 2 | Sportivo Peñarol (C) | Jardín del Bajo | 9 de marzo | 21:45 |

| Atlético Palmira     | 1 - 2 | Luján SC         | José Castro       | 13 de marzo | 17:05 |
| Trinidad             | 1 - 1 | Juventud Alianza | El Templo         | 13 de marzo | 19:00 |
| Sportivo Peñarol (C) | 2 - 0 | Desamparados     | Ramón Pablo Rojas | 13 de marzo | 21:10 |

| Luján SC         | 0 - 4 | Trinidad             | Jardín del Bajo | 20 de marzo | 16:30 |
| Juventud Alianza | 1 - 0 | Sportivo Peñarol (C) | Centenario      | 20 de marzo | 17:45 |
| Desamparados     | 1 - 0 | Atlético Palmira     | El Serpentario  | 20 de marzo | 20:00 |

| Luján SC             | 1 - 0 | Juventud Alianza | Jardín del Bajo   | 27 de marzo | 16:30 |
| Sportivo Peñarol (C) | 2 - 1 | Atlético Palmira | Ramón Pablo Rojas | 27 de marzo | 17:15 |
| Desamparados         | 1 - 0 | Trinidad         | El Serpentario    | 27 de marzo | 20:00 |

| Trinidad         | 2 - 0 | Sportivo Peñarol (C) | El Templo       | 1 de abril | 21:45 |
| Luján SC         | 0 - 0 | Desamparados         | Jardín del Bajo | 3 de abril | 16:30 |
| Juventud Alianza | 2 - 0 | Atlético Palmira     | Centenario      | 3 de abril | 18:00 |

| Atlético Palmira     | 2 - 1 | Trinidad         | José Castro       | 10 de abril | 16:30 |
| Desamparados         | 1 - 1 | Juventud Alianza | El Serpentario    | 10 de abril | 16:40 |
| Sportivo Peñarol (C) | 3 - 2 | Luján SC         | Ramón Pablo Rojas | 10 de abril | 17:15 |

| Luján SC         | 2 - 0 | Atlético Palmira     | Jardín del Bajo | 17 de abril | 16:00 |
| Desamparados     | 1 - 0 | Sportivo Peñarol (C) | El Serpentario  | 17 de abril | 20:00 |
| Juventud Alianza | 2 - 3 | Trinidad             | Centenario      | 18 de abril | 16:30 |

| Trinidad             | 2 - 0 | Luján SC         | El Templo         | 24 de abril | 11:30 |
| Sportivo Peñarol (C) | 1 - 0 | Juventud Alianza | Ramón Pablo Rojas | 24 de abril | 11:45 |
| Atlético Palmira     | 3 - 0 | Desamparados     | José Castro       | 24 de abril | 11:45 |

### Zona 8

#### Tabla de posiciones
| Pos. | Equipo                         | Pts. | PJ | PG | PE | PP | GF | GC | Dif. |
| ---- | ------------------------------ | ---- | -- | -- | -- | -- | -- | -- | ---- |
| 01.º | Estudiantes (Río Cuarto)       | 15   | 8  | 4  | 3  | 1  | 12 | 6  | 6    |
| 02.º | Huracán Las Heras              | 13   | 8  | 4  | 1  | 3  | 8  | 5  | 3    |
| 03.º | Jorge Newbery (Villa Mercedes) | 9    | 8  | 3  | 0  | 5  | 12 | 17 | −5   |
| 04.º | Atlético Argentino             | 9    | 8  | 2  | 3  | 3  | 9  | 11 | −2   |
| 05.º | San Martín (Mendoza)           | 9    | 8  | 2  | 3  | 3  | 7  | 9  | −2   |

|  | Clasificaron a la Segunda fase |

#### Resultados
| Estudiantes (RC)            | 1 - 0 | Huracán Las Heras  | Ciudad de Río Cuarto | 21 de febrero | 21:00 |
| Jorge Newbery (VM)          | 2 - 1 | Atlético Argentino | Osvaldo Centioni     | 21 de febrero | 21:15 |
| Libre: San Martín (Mendoza) |       |                    |                      |               |       |

| Atlético Argentino              | 2 - 0 | San Martín (M)     | Ingeniero Mauricio Serra | 28 de febrero | 17:15 |
| Huracán Las Heras               | 1 - 0 | Jorge Newbery (VM) | General San Martín       | 28 de febrero | 18:00 |
| Libre: Estudiantes (Río Cuarto) |       |                    |                          |               |       |

| Jorge Newbery (VM)        | 1 - 3 | Estudiantes (RC)  | Osvaldo Centioni              | 6 de marzo | 21:20 |
| San Martín (M)            | 1 - 0 | Huracán Las Heras | Libertador General San Martín | 9 de marzo | 21:35 |
| Libre: Atlético Argentino |       |                   |                               |            |       |

| Huracán Las Heras                     | 2 - 0 | Atlético Argentino | General San Martín   | 13 de marzo | 17:00 |
| Estudiantes (RC)                      | 1 - 0 | San Martín (M)     | Ciudad de Río Cuarto | 13 de marzo | 19:05 |
| Libre: Jorge Newbery (Villa Mercedes) |       |                    |                      |             |       |

| San Martín (M)           | 3 - 2 | Jorge Newbery (VM) | Libertador General San Martín | 20 de marzo | 17:00 |
| Atlético Argentino       | 1 - 1 | Estudiantes (RC)   | Ingeniero Mauricio Serra      | 20 de marzo | 17:30 |
| Libre: Huracán Las Heras |       |                    |                               |             |       |

| Huracán Las Heras           | 1 - 0 | Estudiantes (RC)   | General San Martín       | 27 de marzo | 17:00 |
| Atlético Argentino          | 1 - 3 | Jorge Newbery (VM) | Ingeniero Mauricio Serra | 27 de marzo | 17:00 |
| Libre: San Martín (Mendoza) |       |                    |                          |             |       |

| San Martín (M)                  | 1 - 1 | Atlético Argentino | Libertador General San Martín | 3 de abril | 17:00 |
| Jorge Newbery (VM)              | 1 - 3 | Huracán Las Heras  | Osvaldo Centioni              | 3 de abril | 19:00 |
| Libre: Estudiantes (Río Cuarto) |       |                    |                               |            |       |

| Estudiantes (RC)          | 4 - 1 | Jorge Newbery (VM) | Ciudad de Río Cuarto | 10 de abril | 16:00 |
| Huracán Las Heras         | 0 - 0 | San Martín (M)     | General San Martín   | 10 de abril | 16:30 |
| Libre: Atlético Argentino |       |                    |                      |             |       |

| Atlético Argentino                    | 2 - 1 | Huracán Las Heras | Ingeniero Mauricio Serra      | 17 de abril | 16:00 |
| San Martín (M)                        | 1 - 1 | Estudiantes (RC)  | Libertador General San Martín | 17 de abril | 16:30 |
| Libre: Jorge Newbery (Villa Mercedes) |       |                   |                               |             |       |

| Estudiantes (RC)         | 1 - 1 | Atlético Argentino | Ciudad de Río Cuarto | 24 de abril | 11:00 |
| Jorge Newbery (VM)       | 2 - 1 | San Martín (M)     | Osvaldo Centioni     | 24 de abril | 11:00 |
| Libre: Huracán Las Heras |       |                    |                      |             |       |

### Zona 9

#### Tabla de posiciones
| Pos. | Equipo                            | Pts. | PJ | PG | PE | PP | GF | GC | Dif. |
| ---- | --------------------------------- | ---- | -- | -- | -- | -- | -- | -- | ---- |
| 01.º | Central Norte (Salta)             | 20   | 10 | 6  | 2  | 2  | 12 | 7  | 5    |
| 02.º | Camioneros Argentinos del Norte   | 16   | 10 | 4  | 4  | 2  | 14 | 10 | 4    |
| 03.º | Mitre (Salta)                     | 14   | 10 | 4  | 2  | 4  | 18 | 13 | 5    |
| 04.º | Atlético Pellegrini (Salta)       | 13   | 10 | 3  | 4  | 3  | 17 | 16 | 1    |
| 05.º | Deportivo Tabacal                 | 9    | 10 | 2  | 3  | 5  | 7  | 16 | −9   |
| 06.º | Progreso (Rosario de la Frontera) | 9    | 10 | 2  | 3  | 5  | 10 | 16 | −6   |

|  | Clasificaron a la Segunda fase |

#### Resultados
| Camioneros Argentinos del Norte | 3 - 3 | Atlético Pellegrini (S) | Fray Honorato Pistoia | 19 de febrero | 21:40 |
| Central Norte (S)               | 2 - 1 | Mitre (S)               | Dr. Luis Güemes       | 19 de febrero | 22:15 |
| Deportivo Tabacal               | 2 - 0 | Progreso (RdlF)         | Deportivo Tabacal     | 20 de febrero | 18:30 |

| Atlético Pellegrini (S)         | 0 - 2 | Deportivo Tabacal | Municipal de Salta                  | 28 de febrero | 17:00 |
| Progreso (RdlF)                 | 1 - 2 | Mitre (S)         | Municipal de Rosario de la Frontera | 28 de febrero | 17:30 |
| Camioneros Argentinos del Norte | 2 - 0 | Central Norte (S) | Fray Honorato Pistoia               | 28 de febrero | 17:35 |

| Central Norte (S) | 3 - 0 | Progreso (RdlF)                 | Dr. Luis Güemes      | 4 de marzo | 22:00 |
| Mitre (S)         | 2 - 2 | Atlético Pellegrini (S)         | Miguel Pascual Soler | 5 de marzo | 17:30 |
| Deportivo Tabacal | 0 - 0 | Camioneros Argentinos del Norte | Deportivo Tabacal    | 5 de marzo | 18:00 |

| Atlético Pellegrini (S)         | 2 - 1 | Progreso (RdlF)   | Municipal de Salta    | 11 de marzo | 21:30 |
| Camioneros Argentinos del Norte | 3 - 1 | Mitre (S)         | Fray Honorato Pistoia | 11 de marzo | 22:00 |
| Deportivo Tabacal               | 0 - 0 | Central Norte (S) | Deportivo Tabacal     | 13 de marzo | 17:00 |

| Central Norte (S) | 1 - 1 | Atlético Pellegrini (S)         | Dr. Luis Güemes                     | 18 de marzo | 22:00 |
| Mitre (S)         | 4 - 0 | Deportivo Tabacal               | Miguel Pascual Soler                | 20 de marzo | 17:00 |
| Progreso (RdlF)   | 2 - 2 | Camioneros Argentinos del Norte | Municipal de Rosario de la Frontera | 20 de marzo | 17:30 |

| Atlético Pellegrini (S) | 1 - 1 | Camioneros Argentinos del Norte | Municipal de Salta                  | 27 de marzo | 17:00 |
| Progreso (RdlF)         | 1 - 1 | Deportivo Tabacal               | Municipal de Rosario de la Frontera | 27 de marzo | 17:00 |
| Mitre (S)               | 0 - 1 | Central Norte (S)               | Miguel Pascual Soler                | 27 de marzo | 17:00 |

| Central Norte (S) | 0 - 1 | Camioneros Argentinos del Norte | Dr. Luis Güemes      | 1 de abril | 22:00 |
| Deportivo Tabacal | 1 - 3 | Atlético Pellegrini (S)         | Deportivo Tabacal    | 3 de abril | 17:00 |
| Mitre (S)         | 2 - 2 | Progreso (RdlF)                 | Miguel Pascual Soler | 3 de abril | 17:00 |

| Atlético Pellegrini (S)         | 2 - 0 | Mitre (S)         | Municipal de Salta                  | 10 de abril | 16:35 |
| Camioneros Argentinos del Norte | 2 - 1 | Deportivo Tabacal | Fray Honorato Pistoia               | 10 de abril | 17:05 |
| Progreso (RdlF)                 | 0 - 1 | Central Norte (S) | Municipal de Rosario de la Frontera | 10 de abril | 17:05 |

| Central Norte (S) | 1 - 0 | Deportivo Tabacal               | Dr. Luis Güemes                     | 15 de abril | 22:00 |
| Mitre (S)         | 1 - 0 | Camioneros Argentinos del Norte | Miguel Pascual Soler                | 17 de abril | 16:30 |
| Progreso (RdlF)   | 2 - 1 | Atlético Pellegrini (S)         | Municipal de Rosario de la Frontera | 17 de abril | 17:00 |

| Atlético Pellegrini (S)         | 2 - 3 | Central Norte (S) | Municipal de Salta    | 22 de abril | 21:30 |
| Deportivo Tabacal               | 0 - 5 | Mitre (S)         | Deportivo Tabacal     | 22 de abril | 21:35 |
| Camioneros Argentinos del Norte | 0 - 1 | Progreso (RdlF)   | Fray Honorato Pistoia | 22 de abril | 22:05 |

### Zona 10

#### Tabla de posiciones
| Pos. | Equipo                  | Pts. | PJ | PG | PE | PP | GF | GC | Dif. |
| ---- | ----------------------- | ---- | -- | -- | -- | -- | -- | -- | ---- |
| 01.º | Villa Cubas             | 20   | 10 | 6  | 2  | 2  | 21 | 13 | 8    |
| 02.º | Atlético Policial       | 16   | 10 | 5  | 1  | 4  | 17 | 16 | 1    |
| 03.º | Atlético Amalia         | 13   | 10 | 3  | 4  | 3  | 19 | 17 | 2    |
| 04.º | Almirante Brown (Lules) | 12   | 10 | 3  | 3  | 4  | 16 | 13 | 3    |
| 05.º | Sportivo Guzmán         | 11   | 10 | 2  | 5  | 3  | 14 | 17 | −3   |
| 06.º | Deportivo Lastenia      | 10   | 10 | 3  | 1  | 6  | 13 | 24 | −11  |

|  | Clasificaron a la Segunda fase |

#### Resultados
| Sportivo Guzmán     | 1 - 1 | Atlético Amalia    | Sp. Guzmán                       | 20 de febrero | 17:20 |
| Almirante Brown (L) | 3 - 1 | Deportivo Lastenia | Almirante Brown                  | 21 de febrero | 17:20 |
| Atlético Policial   | 2 - 1 | Villa Cubas        | Bicentenario Ciudad de Catamarca | 21 de febrero | 18:10 |

| Almirante Brown (L) | 1 - 1 | Sportivo Guzmán   | Alte. Brown                      | 28 de febrero | 17:35 |
| Villa Cubas         | 2 - 1 | Atlético Amalia   | Bicentenario Ciudad de Catamarca | 28 de febrero | 18:05 |
| Deportivo Lastenia  | 0 - 2 | Atlético Policial | Segundo 'Saitilla' Reynoso       | 29 de febrero | 17:05 |

| Atlético Amalia   | 2 - 3 | Deportivo Lastenia  | Independencia de Tucumán         | 5 de marzo | 17:00 |
| Sportivo Guzmán   | 2 - 2 | Villa Cubas         | Sp. Guzman                       | 5 de marzo | 17:05 |
| Atlético Policial | 1 - 0 | Almirante Brown (L) | Bicentenario Ciudad de Catamarca | 5 de marzo | 19:00 |

| Almirante Brown (L) | 1 - 1 | Atlético Amalia | Almirante Brown                  | 13 de marzo | 16:35 |
| Deportivo Lastenia  | 0 - 0 | Villa Cubas     | Segundo 'Saitilla' Reynoso       | 13 de marzo | 17:00 |
| Atlético Policial   | 4 - 1 | Sportivo Guzmán | Bicentenario Ciudad de Catamarca | 13 de marzo | 18:10 |

| Sportivo Guzmán | 2 - 0 | Deportivo Lastenia  | Sportivo Guzmán                  | 19 de marzo | 16:30 |
| Atlético Amalia | 1 - 1 | Atlético Policial   | Independencia de Tucumán         | 19 de marzo | 16:50 |
| Villa Cubas     | 3 - 1 | Almirante Brown (L) | Bicentenario Ciudad de Catamarca | 20 de marzo | 18:10 |

| Atlético Amalia    | 1 - 1 | Sportivo Guzmán     | Independencia de Tucumán         | 26 de marzo | 16:35 |
| Villa Cubas        | 3 - 0 | Atlético Policial   | Bicentenario Ciudad de Catamarca | 26 de marzo | 17:10 |
| Deportivo Lastenia | 2 - 1 | Almirante Brown (L) | Segundo 'Saitilla' Reynoso       | 27 de marzo | 16:30 |

| Atlético Amalia   | 3 - 4 | Villa Cubas         | Independencia de Tucumán         | 3 de abril | 11:05 |
| Sportivo Guzmán   | 1 - 1 | Almirante Brown (L) | Sportivo Guzmán                  | 3 de abril | 14:15 |
| Atlético Policial | 5 - 2 | Deportivo Lastenia  | Bicentenario Ciudad de Catamarca | 3 de abril | 16:40 |

| Villa Cubas         | 3 - 1 | Sportivo Guzmán   | Bicentenario Ciudad de Catamarca | 9 de abril  | 11:15 |
| Deportivo Lastenia  | 1 - 4 | Atlético Amalia   | Segundo 'Saitilla' Reynoso       | 10 de abril | 16:00 |
| Almirante Brown (L) | 4 - 0 | Atlético Policial | Almirante Brown                  | 10 de abril | 16:40 |

| Atlético Amalia | 2 - 1 | Almirante Brown (L) | Independencia de Tucumán         | 16 de abril | 16:00 |
| Villa Cubas     | 2 - 0 | Deportivo Lastenia  | Bicentenario Ciudad de Catamarca | 17 de abril | 16:30 |
| Sportivo Guzmán | 1 - 0 | Atlético Policial   | Sportivo Guzmán                  | 17 de abril | 16:30 |

| Atlético Policial   | 2 - 3 | Atlético Amalia | Bicentenario Ciudad de Catamarca | 24 de abril | 11:00 |
| Deportivo Lastenia  | 4 - 3 | Sportivo Guzmán | Segundo 'Saitilla' Reynoso       | 24 de abril | 11:00 |
| Almirante Brown (L) | 3 - 1 | Villa Cubas     | Almirante Brown                  | 24 de abril | 11:10 |

### Zona 11

#### Tabla de posiciones
| Pos. | Equipo                      | Pts. | PJ | PG | PE | PP | GF | GC | Dif. |
| ---- | --------------------------- | ---- | -- | -- | -- | -- | -- | -- | ---- |
| 01.º | Argentino Peñarol           | 19   | 10 | 5  | 4  | 1  | 20 | 10 | 10   |
| 02.º | Las Palmas                  | 17   | 10 | 5  | 2  | 3  | 14 | 14 | 0    |
| 03.º | Racing (Córdoba)            | 15   | 10 | 4  | 3  | 3  | 14 | 10 | 4    |
| 04.º | Sarmiento (La Banda)        | 15   | 10 | 4  | 3  | 3  | 7  | 8  | −1   |
| 05.º | Unión Santiago              | 9    | 10 | 3  | 0  | 7  | 10 | 18 | −8   |
| 06.º | Vélez Sarsfield (San Ramón) | 8    | 10 | 2  | 2  | 6  | 8  | 13 | −5   |

|  | Clasificaron a la Segunda fase |

#### Resultados
| Racing (C)     | 2 - 1 | Unión Santiago       | Miguel Sancho      | 19 de febrero | 21:30 |
| Las Palmas     | 1 - 1 | Argentino Peñarol    | Las Palmas         | 20 de febrero | 17:30 |
| Sarmiento (LB) | 1 - 0 | Vélez Sarsfield (SR) | Ciudad de La Banda | 21 de febrero | 18:05 |

| Racing (C)           | 3 - 2 | Las Palmas        | Miguel Sancho         | 26 de febrero | 21:30 |
| Vélez Sarsfield (SR) | 1 - 2 | Argentino Peñarol | Coliseo de los Sueños | 26 de febrero | 22:05 |
| Unión Santiago       | 0 - 1 | Sarmiento (LB)    | Unión Santiago        | 28 de febrero | 18:30 |

| Sarmiento (LB)    | 1 - 0 | Racing (C)           | Ciudad de La Banda | 4 de marzo | 22:20 |
| Las Palmas        | 2 - 0 | Vélez Sarsfield (SR) | Las Palmas         | 5 de marzo | 17:00 |
| Argentino Peñarol | 4 - 1 | Unión Santiago       | El Trampero        | 5 de marzo | 17:00 |

| Racing         | 1 - 2 | Argentino Peñarol    | Miguel Sancho      | 11 de marzo | 21:30 |
| Sarmiento (LB) | 0 - 1 | Las Palmas           | Ciudad de La Banda | 11 de marzo | 22:15 |
| Unión Santiago | 0 - 2 | Vélez Sarsfield (SR) | Unión Santiago     | 12 de marzo | 18:05 |

| Argentino Peñarol    | 0 - 0 | Sarmiento (LB) | El Trampero           | 20 de marzo | 17:00 |
| Las Palmas           | 1 - 3 | Unión Santiago | Las Palmas            | 20 de marzo | 17:00 |
| Vélez Sarsfield (SR) | 1 - 1 | Racing         | Coliseo de los Sueños | 20 de marzo | 17:00 |

| Argentino Peñarol    | 2 - 3 | Las Palmas     | El Trampero           | 27 de marzo | 17:00 |
| Vélez Sarsfield (SR) | 0 - 0 | Sarmiento (LB) | Coliseo de los Sueños | 27 de marzo | 17:00 |
| Unión Santiago       | 1 - 0 | Racing (C)     | Unión Santiago        | 27 de marzo | 17:30 |

| Argentino Peñarol | 4 - 1 | Vélez Sarsfield (SR) | El Trampero        | 3 de abril | 17:00 |
| Sarmiento (LB)    | 3 - 2 | Unión Santiago       | Ciudad de La Banda | 3 de abril | 17:00 |
| Las Palmas        | 2 - 2 | Racing               | Las Palmas         | 3 de abril | 17:00 |

| Racing (C)           | 3 - 0 | Sarmiento (LB)    | Miguel Sancho         | 10 de abril | 16:35 |
| Vélez Sarsfield (SR) | 3 - 0 | Las Palmas        | Coliseo de los Sueños | 10 de abril | 17:05 |
| Unión Santiago       | 1 - 4 | Argentino Peñarol | Unión Santiago        | 10 de abril | 17:35 |

| Argentino Peñarol    | 0 - 0 | Racing (C)     | El Trampero           | 17 de abril | 16:00 |
| Las Palmas           | 1 - 0 | Sarmiento (LB) | Las Palmas            | 17 de abril | 16:30 |
| Vélez Sarsfield (SR) | 0 - 1 | Unión Santiago | Coliseo de los Sueños | 17 de abril | 17:00 |

| Racing (C)     | 2 - 0 | Vélez Sarsfield (SR) | Miguel Sancho      | 25 de abril | 16:00 |
| Sarmiento (LB) | 1 - 1 | Argentino Peñarol    | Ciudad de La Banda | 25 de abril | 16:00 |
| Unión Santiago | 0 - 1 | Las Palmas           | Unión Santiago     | 25 de abril | 16:00 |

### Tabla de terceros puestos de las zonas de 5 equipos
| Pos. | Equipo              | Pts. | PJ | PG | PE | PP | GF | GC | Dif. |
| ---- | ------------------- | ---- | -- | -- | -- | -- | -- | -- | ---- |
| 01.º | Bella Vista (BB)    | 12   | 8  | 3  | 3  | 2  | 6  | 9  | −3   |
| 02.º | Deportivo Achirense | 11   | 8  | 3  | 2  | 3  | 9  | 8  | 1    |
| 03.º | Defensores de Salto | 10   | 8  | 2  | 4  | 2  | 7  | 7  | 0    |
| 04.º | Cruz del Sur (B)    | 10   | 8  | 3  | 1  | 4  | 14 | 17 | −3   |
| 05.º | Jorge Newbery (VM)  | 9    | 8  | 3  | 0  | 5  | 12 | 17 | −5   |

|  | Clasificaron a la Segunda fase |

## Fases por eliminación

### Cuadros de desarrollo

#### Primer ascenso
|  | Segunda fase              | Segunda fase             | Segunda fase             | Segunda fase             |       |                  | Tercera fase     | Tercera fase     | Tercera fase     | Tercera fase     |  |                  | Cuarta fase              | Cuarta fase              | Cuarta fase              | Cuarta fase              |              |   | Quinta fase       | Quinta fase       | Quinta fase       | Quinta fase       |
|  | 30 de abril al 8 de mayo  | 30 de abril al 8 de mayo | 30 de abril al 8 de mayo | 30 de abril al 8 de mayo |       |                  | 15 al 22 de mayo | 15 al 22 de mayo | 15 al 22 de mayo | 15 al 22 de mayo |  |                  | 29 de mayo al 5 de junio | 29 de mayo al 5 de junio | 29 de mayo al 5 de junio | 29 de mayo al 5 de junio |              |   | 12 al 19 de junio | 12 al 19 de junio | 12 al 19 de junio | 12 al 19 de junio |
|  |                           |                          |                          |                          |       |                  |                  |                  |                  |                  |  |                  |                          |                          |                          |                          |              |   |                   |                   |                   |                   |
|  | Desamparados              | 1                        | 3                        | 4                        |       |                  |                  |                  |                  |                  |  |                  |                          |                          |                          |                          |              |   |                   |                   |                   |                   |
|  | Racing (C)                | 0                        | 2                        | 2                        |       |                  |                  |                  |                  |                  |  |                  |                          |                          |                          |                          |              |   |                   |                   |                   |                   |
|  | Racing (C)                | 0                        | 2                        | 2                        |       | Desamparados     | 0                | 2                | 2                |                  |  |                  |                          |                          |                          |                          |              |   |                   |                   |                   |                   |
|  |                           |                          |                          |                          |       | Desamparados     | 0                | 2                | 2                |                  |  |                  |                          |                          |                          |                          |              |   |                   |                   |                   |                   |
|  |                           | Ben Hur                  | 0                        | 0                        | 0     |                  |                  |                  |                  |                  |  |                  |                          |                          |                          |                          |              |   |                   |                   |                   |                   |
|  | Las Palmas                | Ben Hur                  | 0                        | 0                        | 0     | 1                | 0                | 1                |                  |                  |  |                  |                          |                          |                          |                          |              |   |                   |                   |                   |                   |
|  | Las Palmas                |                          |                          |                          |       | 1                | 0                | 1                |                  |                  |  |                  |                          |                          |                          |                          |              |   |                   |                   |                   |                   |
|  | Ben Hur                   | 2                        | 0                        | 2                        |       |                  |                  |                  |                  |                  |  |                  |                          |                          |                          |                          |              |   |                   |                   |                   |                   |
|  | Ben Hur                   | 2                        | 0                        | 2                        |       |                  |                  |                  |                  |                  |  | Desamparados (p) | 1                        | 1                        | 2 (5)                    |                          |              |   |                   |                   |                   |                   |
|  |                           |                          |                          |                          |       |                  |                  |                  |                  |                  |  | Desamparados (p) | 1                        | 1                        | 2 (5)                    |                          |              |   |                   |                   |                   |                   |
|  |                           | Huracán Las Heras        | 2                        | 0                        | 2 (4) |                  |                  |                  |                  |                  |  |                  |                          |                          |                          |                          |              |   |                   |                   |                   |                   |
|  | Estudiantes (RC)          | Huracán Las Heras        | 2                        | 0                        | 2 (4) | 1                | 2                | 3                |                  |                  |  |                  |                          |                          |                          |                          |              |   |                   |                   |                   |                   |
|  | Estudiantes (RC)          |                          |                          |                          |       | 1                | 2                | 3                |                  |                  |  |                  |                          |                          |                          |                          |              |   |                   |                   |                   |                   |
|  | Sportivo Peñarol (C)      | 1                        | 1                        | 2                        |       |                  |                  |                  |                  |                  |  |                  |                          |                          |                          |                          |              |   |                   |                   |                   |                   |
|  | Sportivo Peñarol (C)      | 1                        | 1                        | 2                        |       | Estudiantes (RC) | 0                | 1                | 1 (5)            |                  |  |                  |                          |                          |                          |                          |              |   |                   |                   |                   |                   |
|  |                           |                          |                          |                          |       | Estudiantes (RC) | 0                | 1                | 1 (5)            |                  |  |                  |                          |                          |                          |                          |              |   |                   |                   |                   |                   |
|  |                           | Huracán Las Heras (p)    | 1                        | 0                        | 1 (6) |                  |                  |                  |                  |                  |  |                  |                          |                          |                          |                          |              |   |                   |                   |                   |                   |
|  | Huracán Las Heras         | Huracán Las Heras (p)    | 1                        | 0                        | 1 (6) | 1                | 1                | 2                |                  |                  |  |                  |                          |                          |                          |                          |              |   |                   |                   |                   |                   |
|  | Huracán Las Heras         |                          |                          |                          |       | 1                | 1                | 2                |                  |                  |  |                  |                          |                          |                          |                          |              |   |                   |                   |                   |                   |
|  | Atlético Palmira          | 1                        | 0                        | 1                        |       |                  |                  |                  |                  |                  |  |                  |                          |                          |                          |                          |              |   |                   |                   |                   |                   |
|  | Atlético Palmira          | 1                        | 0                        | 1                        |       |                  |                  |                  |                  |                  |  |                  |                          |                          |                          |                          | Desamparados | 0 | 2                 | 2                 |                   |                   |
|  |                           |                          |                          |                          |       |                  |                  |                  |                  |                  |  |                  |                          |                          |                          |                          |              | 0 | 2                 | 2                 |                   |                   |
|  |                           | Agropecuario             | 1                        | 0                        | 1     |                  |                  |                  |                  |                  |  |                  |                          |                          |                          |                          |              |   |                   |                   |                   |                   |
|  | Sol de Mayo               | Agropecuario             | 1                        | 0                        | 1     | 0                | 2                | 2                |                  |                  |  |                  |                          |                          |                          |                          |              |   |                   |                   |                   |                   |
|  | Sol de Mayo               |                          |                          |                          |       | 0                | 2                | 2                |                  |                  |  |                  |                          |                          |                          |                          |              |   |                   |                   |                   |                   |
|  | Agropecuario              | 2                        | 2                        | 4                        |       |                  |                  |                  |                  |                  |  |                  |                          |                          |                          |                          |              |   |                   |                   |                   |                   |
|  | Agropecuario              | 2                        | 2                        | 4                        |       | Agropecuario (p) | 1                | 0                | 1 (6)            |                  |  |                  |                          |                          |                          |                          |              |   |                   |                   |                   |                   |
|  |                           |                          |                          |                          |       | Agropecuario (p) | 1                | 0                | 1 (6)            |                  |  |                  |                          |                          |                          |                          |              |   |                   |                   |                   |                   |
|  |                           | Independiente (C)        | 1                        | 0                        | 1 (5) |                  |                  |                  |                  |                  |  |                  |                          |                          |                          |                          |              |   |                   |                   |                   |                   |
|  | Puerto General San Martín | Independiente (C)        | 1                        | 0                        | 1 (5) | 0                | 3                | 3                |                  |                  |  |                  |                          |                          |                          |                          |              |   |                   |                   |                   |                   |
|  | Puerto General San Martín |                          |                          |                          |       | 0                | 3                | 3                |                  |                  |  |                  |                          |                          |                          |                          |              |   |                   |                   |                   |                   |
|  | Independiente (C)         | 1                        | 4                        | 5                        |       |                  |                  |                  |                  |                  |  |                  |                          |                          |                          |                          |              |   |                   |                   |                   |                   |
|  | Independiente (C)         | 1                        | 4                        | 5                        |       |                  |                  |                  |                  |                  |  | Agropecuario     | 1                        | 1                        | 2                        |                          |              |   |                   |                   |                   |                   |
|  |                           |                          |                          |                          |       |                  |                  |                  |                  |                  |  | Agropecuario     | 1                        | 1                        | 2                        |                          |              |   |                   |                   |                   |                   |
|  |                           | Bella Vista (BB)         | 1                        | 0                        | 1     |                  |                  |                  |                  |                  |  |                  |                          |                          |                          |                          |              |   |                   |                   |                   |                   |
|  | Sansinena (p)             | Bella Vista (BB)         | 1                        | 0                        | 1     | 0                | 0                | 0 (5)            |                  |                  |  |                  |                          |                          |                          |                          |              |   |                   |                   |                   |                   |
|  | Sansinena (p)             |                          |                          |                          |       | 0                | 0                | 0 (5)            |                  |                  |  |                  |                          |                          |                          |                          |              |   |                   |                   |                   |                   |
|  | Cruz del Sur (B)          | 0                        | 0                        | 0 (3)                    |       |                  |                  |                  |                  |                  |  |                  |                          |                          |                          |                          |              |   |                   |                   |                   |                   |
|  | Cruz del Sur (B)          | 0                        | 0                        | 0 (3)                    |       | Sansinena        | 1                | 2                | 4 (3)            |                  |  |                  |                          |                          |                          |                          |              |   |                   |                   |                   |                   |
|  |                           |                          |                          |                          |       | Sansinena        | 1                | 2                | 4 (3)            |                  |  |                  |                          |                          |                          |                          |              |   |                   |                   |                   |                   |
|  |                           | Bella Vista (BB) (p)     | 3                        | 2                        | 4 (4) |                  |                  |                  |                  |                  |  |                  |                          |                          |                          |                          |              |   |                   |                   |                   |                   |
|  | Racing (T)                | Bella Vista (BB) (p)     | 3                        | 2                        | 4 (4) | 0                | 3                | 3 (3)            |                  |                  |  |                  |                          |                          |                          |                          |              |   |                   |                   |                   |                   |
|  | Racing (T)                |                          |                          |                          |       | 0                | 3                | 3 (3)            |                  |                  |  |                  |                          |                          |                          |                          |              |   |                   |                   |                   |                   |
|  | Bella Vista (BB) (p)      | 2                        | 1                        | 3 (5)                    |       |                  |                  |                  |                  |                  |  |                  |                          |                          |                          |                          |              |   |                   |                   |                   |                   |

#### Segundo ascenso
|  | Segunda fase              | Segunda fase             | Segunda fase             | Segunda fase             |       |                    | Tercera fase     | Tercera fase     | Tercera fase     | Tercera fase     |  |                   | Cuarta fase              | Cuarta fase              | Cuarta fase              | Cuarta fase              |                   |   | Quinta fase       | Quinta fase       | Quinta fase       | Quinta fase       |
|  | 30 de abril al 8 de mayo  | 30 de abril al 8 de mayo | 30 de abril al 8 de mayo | 30 de abril al 8 de mayo |       |                    | 15 al 22 de mayo | 15 al 22 de mayo | 15 al 22 de mayo | 15 al 22 de mayo |  |                   | 29 de mayo al 5 de junio | 29 de mayo al 5 de junio | 29 de mayo al 5 de junio | 29 de mayo al 5 de junio |                   |   | 12 al 19 de junio | 12 al 19 de junio | 12 al 19 de junio | 12 al 19 de junio |
|  |                           |                          |                          |                          |       |                    |                  |                  |                  |                  |  |                   |                          |                          |                          |                          |                   |   |                   |                   |                   |                   |
|  | Rivadavia (L) (p)         | 0                        | 1                        | 1 (5)                    |       |                    |                  |                  |                  |                  |  |                   |                          |                          |                          |                          |                   |   |                   |                   |                   |                   |
|  | Deportivo Achirense       | 1                        | 0                        | 1 (4)                    |       |                    |                  |                  |                  |                  |  |                   |                          |                          |                          |                          |                   |   |                   |                   |                   |                   |
|  | Deportivo Achirense       | 1                        | 0                        | 1 (4)                    |       | Rivadavia (L)      | 1                | 4                | 5                |                  |  |                   |                          |                          |                          |                          |                   |   |                   |                   |                   |                   |
|  |                           |                          |                          |                          |       | Rivadavia (L)      | 1                | 4                | 5                |                  |  |                   |                          |                          |                          |                          |                   |   |                   |                   |                   |                   |
|  |                           | Atlético Uruguay         | 1                        | 1                        | 2     |                    |                  |                  |                  |                  |  |                   |                          |                          |                          |                          |                   |   |                   |                   |                   |                   |
|  | Atlético Uruguay          | Atlético Uruguay         | 1                        | 1                        | 2     | 2                  | 3                | 5                |                  |                  |  |                   |                          |                          |                          |                          |                   |   |                   |                   |                   |                   |
|  | Atlético Uruguay          |                          |                          |                          |       | 2                  | 3                | 5                |                  |                  |  |                   |                          |                          |                          |                          |                   |   |                   |                   |                   |                   |
|  | Defensores de Salto       | 0                        | 1                        | 1                        |       |                    |                  |                  |                  |                  |  |                   |                          |                          |                          |                          |                   |   |                   |                   |                   |                   |
|  | Defensores de Salto       | 0                        | 1                        | 1                        |       |                    |                  |                  |                  |                  |  | Rivadavia (L) (p) | 1                        | 0                        | 1 (4)                    |                          |                   |   |                   |                   |                   |                   |
|  |                           |                          |                          |                          |       |                    |                  |                  |                  |                  |  | Rivadavia (L) (p) | 1                        | 0                        | 1 (4)                    |                          |                   |   |                   |                   |                   |                   |
|  |                           | Belgrano (P)             | 1                        | 0                        | 1 (2) |                    |                  |                  |                  |                  |  |                   |                          |                          |                          |                          |                   |   |                   |                   |                   |                   |
|  | San Jorge (SF)            | Belgrano (P)             | 1                        | 0                        | 1 (2) | 2                  | 5                | 7                |                  |                  |  |                   |                          |                          |                          |                          |                   |   |                   |                   |                   |                   |
|  | San Jorge (SF)            |                          |                          |                          |       | 2                  | 5                | 7                |                  |                  |  |                   |                          |                          |                          |                          |                   |   |                   |                   |                   |                   |
|  | Huracán (G)               | 0                        | 1                        | 1                        |       |                    |                  |                  |                  |                  |  |                   |                          |                          |                          |                          |                   |   |                   |                   |                   |                   |
|  | Huracán (G)               | 0                        | 1                        | 1                        |       | San Jorge (SF)     | 0                | 2                | 2 (4)            |                  |  |                   |                          |                          |                          |                          |                   |   |                   |                   |                   |                   |
|  |                           |                          |                          |                          |       | San Jorge (SF)     | 0                | 2                | 2 (4)            |                  |  |                   |                          |                          |                          |                          |                   |   |                   |                   |                   |                   |
|  |                           | Belgrano (P) (p)         | 1                        | 1                        | 2 (5) |                    |                  |                  |                  |                  |  |                   |                          |                          |                          |                          |                   |   |                   |                   |                   |                   |
|  | Ferroviario Corrientes    | Belgrano (P) (p)         | 1                        | 1                        | 2 (5) | 0                  | 1                | 1                |                  |                  |  |                   |                          |                          |                          |                          |                   |   |                   |                   |                   |                   |
|  | Ferroviario Corrientes    |                          |                          |                          |       | 0                  | 1                | 1                |                  |                  |  |                   |                          |                          |                          |                          |                   |   |                   |                   |                   |                   |
|  | Belgrano (P)              | 2                        | 3                        | 5                        |       |                    |                  |                  |                  |                  |  |                   |                          |                          |                          |                          |                   |   |                   |                   |                   |                   |
|  | Belgrano (P)              | 2                        | 3                        | 5                        |       |                    |                  |                  |                  |                  |  |                   |                          |                          |                          |                          | Rivadavia (L) (p) | 1 | 0                 | 1 (4)             |                   |                   |
|  |                           |                          |                          |                          |       |                    |                  |                  |                  |                  |  |                   |                          |                          |                          |                          |                   | 1 | 0                 | 1 (4)             |                   |                   |
|  |                           | San Martín (F)           | 1                        | 0                        | 1 (3) |                    |                  |                  |                  |                  |  |                   |                          |                          |                          |                          |                   |   |                   |                   |                   |                   |
|  | Central Norte (S)         | San Martín (F)           | 1                        | 0                        | 1 (3) | 2                  | 2                | 4                |                  |                  |  |                   |                          |                          |                          |                          |                   |   |                   |                   |                   |                   |
|  | Central Norte (S)         |                          |                          |                          |       | 2                  | 2                | 4                |                  |                  |  |                   |                          |                          |                          |                          |                   |   |                   |                   |                   |                   |
|  | Atlético Amalia           | 0                        | 0                        | 0                        |       |                    |                  |                  |                  |                  |  |                   |                          |                          |                          |                          |                   |   |                   |                   |                   |                   |
|  | Atlético Amalia           | 0                        | 0                        | 0                        |       | Central Norte (S)  | 3                | 7                | 10               |                  |  |                   |                          |                          |                          |                          |                   |   |                   |                   |                   |                   |
|  |                           |                          |                          |                          |       | Central Norte (S)  | 3                | 7                | 10               |                  |  |                   |                          |                          |                          |                          |                   |   |                   |                   |                   |                   |
|  |                           | Argentino Peñarol        | 1                        | 1                        | 2     |                    |                  |                  |                  |                  |  |                   |                          |                          |                          |                          |                   |   |                   |                   |                   |                   |
|  | Argentino Peñarol         | Argentino Peñarol        | 1                        | 1                        | 2     | 1                  | 2                | 3                |                  |                  |  |                   |                          |                          |                          |                          |                   |   |                   |                   |                   |                   |
|  | Argentino Peñarol         |                          |                          |                          |       | 1                  | 2                | 3                |                  |                  |  |                   |                          |                          |                          |                          |                   |   |                   |                   |                   |                   |
|  | Atlético Policial         | 2                        | 0                        | 2                        |       |                    |                  |                  |                  |                  |  |                   |                          |                          |                          |                          |                   |   |                   |                   |                   |                   |
|  | Atlético Policial         | 2                        | 0                        | 2                        |       |                    |                  |                  |                  |                  |  | Central Norte (S) | 0                        | 1                        | 1 (2)                    |                          |                   |   |                   |                   |                   |                   |
|  |                           |                          |                          |                          |       |                    |                  |                  |                  |                  |  | Central Norte (S) | 0                        | 1                        | 1 (2)                    |                          |                   |   |                   |                   |                   |                   |
|  |                           | San Martín (F) (p)       | 0                        | 1                        | 1 (4) |                    |                  |                  |                  |                  |  |                   |                          |                          |                          |                          |                   |   |                   |                   |                   |                   |
|  | Camioneros Arg. del Norte | San Martín (F) (p)       | 0                        | 1                        | 1 (4) | 0                  | 0                | 0 (11)           |                  |                  |  |                   |                          |                          |                          |                          |                   |   |                   |                   |                   |                   |
|  | Camioneros Arg. del Norte |                          |                          |                          |       | 0                  | 0                | 0 (11)           |                  |                  |  |                   |                          |                          |                          |                          |                   |   |                   |                   |                   |                   |
|  | San Martín (F) (p)        | 0                        | 0                        | 0 (12)                   |       |                    |                  |                  |                  |                  |  |                   |                          |                          |                          |                          |                   |   |                   |                   |                   |                   |
|  | San Martín (F) (p)        | 0                        | 0                        | 0 (12)                   |       | San Martín (F) (p) | 0                | 1                | 1 (5)            |                  |  |                   |                          |                          |                          |                          |                   |   |                   |                   |                   |                   |
|  |                           |                          |                          |                          |       | San Martín (F) (p) | 0                | 1                | 1 (5)            |                  |  |                   |                          |                          |                          |                          |                   |   |                   |                   |                   |                   |
|  |                           | Mitre (S)                | 1                        | 0                        | 1 (3) |                    |                  |                  |                  |                  |  |                   |                          |                          |                          |                          |                   |   |                   |                   |                   |                   |
|  | Villa Cubas               | Mitre (S)                | 1                        | 0                        | 1 (3) | 0                  | 1                | 1                |                  |                  |  |                   |                          |                          |                          |                          |                   |   |                   |                   |                   |                   |
|  | Villa Cubas               |                          |                          |                          |       | 0                  | 1                | 1                |                  |                  |  |                   |                          |                          |                          |                          |                   |   |                   |                   |                   |                   |
|  | Mitre (S)                 | 1                        | 1                        | 2                        |       |                    |                  |                  |                  |                  |  |                   |                          |                          |                          |                          |                   |   |                   |                   |                   |                   |

### Segunda fase

#### Primer ascenso

##### Enfrentamientos
| Llave | Equipo 1                  | Global        | Equipo 2                   |
| ----- | ------------------------- | ------------- | -------------------------- |
| 1     | Racing (Trelew)           | (3) 3 - 3 (5) | Bella Vista (Bahía Blanca) |
| 2     | Sansinena                 | (5) 0 - 0 (3) | Cruz del Sur (Bariloche)   |
| 3     | Sol de Mayo               | 2 - 4         | Agropecuario               |
| 4     | Puerto General San Martín | 3 - 5         | Independiente (Chivilcoy)  |
| 5     | Estudiantes (Río Cuarto)  | 3 - 2         | Sportivo Peñarol (Chimbas) |
| 6     | Huracán Las Heras         | 2 - 1         | Atlético Palmira           |
| 7     | Desamparados              | 4 - 2         | Racing (Córdoba)           |
| 8     | Las Palmas                | 1 - 2         | Ben Hur                    |

##### Resultados
| Independiente (C)    | 1 - 0 | Puerto General San Martín | Raúl Orlando Lungarzo     | 30 de abril | 15:00 |
| Bella Vista (BB)     | 2 - 0 | Racing (T)                | Ignacio Nicolás           | 30 de abril | 15:30 |
| Agropecuario         | 2 - 0 | Sol de Mayo               | De la Calle Carlos Arroyo | 30 de abril | 15:35 |
| Atlético Palmira     | 1 - 1 | Huracán Las Heras         | José Castro               | 30 de abril | 16:00 |
| Cruz del Sur (B)     | 0 - 0 | Sansinena                 | Municipal de Bariloche    | 30 de abril | 16:00 |
| Sportivo Peñarol (C) | 1 - 1 | Estudiantes (RC)          | Ramón Pablo Rojas         | 30 de abril | 16:15 |
| Ben Hur              | 2 - 1 | Las Palmas                | Parque                    | 30 de abril | 17:00 |
| Racing (C)           | 0 - 1 | Desamparados              | Miguel Sancho             | 30 de abril | 19:00 |

| Racing (T)                | 3 - 1 | Bella Vista (BB)     | Cayetano Castro         | 8 de mayo | 11:00 |
| Puerto General San Martín | 3 - 4 | Independiente (C)    | Polideportivo Municipal | 8 de mayo | 11:05 |
| Sansinena                 | 0 - 0 | Cruz del Sur (B)     | Luis Molina             | 8 de mayo | 16:00 |
| Sol de Mayo               | 2 - 2 | Agropecuario         | Sol de Mayo             | 8 de mayo | 16:00 |
| Estudiantes (RC)          | 2 - 1 | Sportivo Peñarol (C) | Ciudad de Río Cuarto    | 8 de mayo | 16:00 |
| Las Palmas                | 0 - 0 | Ben Hur              | Las Palmas              | 8 de mayo | 16:00 |
| Huracán Las Heras         | 1 - 0 | Atlético Palmira     | General San Martín      | 8 de mayo | 16:10 |
| Desamparados              | 3 - 2 | Racing (C)           | El Serpentario          | 8 de mayo | 16:10 |

#### Segundo ascenso

##### Enfrentamientos
| Llave | Equipo 1                        | Global          | Equipo 2             |
| ----- | ------------------------------- | --------------- | -------------------- |
| 1     | San Jorge (Santa Fe)            | 7 - 1           | Huracán de Goya      |
| 2     | Ferroviario (Corrientes)        | 1 - 5           | Belgrano (Paraná)    |
| 3     | Atlético Uruguay                | 5 - 1           | Defensores de Salto  |
| 4     | Rivadavia (Lincoln)             | (5) 1 - 1 (4)   | Deportivo Achirense  |
| 5     | Argentino Peñarol               | 3 - 2           | Atlético Policial    |
| 6     | Central Norte (Salta)           | 4 - 0           | Atlético Amalia      |
| 7     | Villa Cubas                     | 1 - 2           | Mitre (Salta)        |
| 8     | Camioneros Argentinos del Norte | (11) 0 - 0 (12) | San Martín (Formosa) |

##### Resultados
| Defensores de Salto | 0 - 2 | Atlético Uruguay                | Carlos Testa                     | 30 de abril | 15:00 |
| Belgrano (P)        | 2 - 0 | Ferroviario (C)                 | Nuevo Mondonguero                | 30 de abril | 15:30 |
| Deportivo Achirense | 1 - 0 | Rivadavia (L)                   | Guillermo Bonnín                 | 30 de abril | 16:00 |
| Atlético Amalia     | 0 - 2 | Central Norte (S)               | Independencia de Tucumán         | 30 de abril | 16:00 |
| San Martín (F)      | 0 - 0 | Camioneros Argentinos del Norte | Antonio Romero                   | 30 de abril | 16:00 |
| Huracán (G)         | 0 - 2 | San Jorge (SF)                  | Ramón Cacique Oviedo             | 30 de abril | 16:30 |
| Mitre (S)           | 1 - 0 | Villa Cubas                     | Miguel Pascual Soler             | 30 de abril | 17:00 |
| Atlético Policial   | 2 - 1 | Argentino Peñarol               | Bicentenario Ciudad de Catamarca | 30 de abril | 19:30 |

| Central Norte (S)               | 2 - 0 | Atlético Amalia     | Dr. Luis Güemes                  | 6 de mayo | 22:00 |
| Rivadavia (L)                   | 1 - 0 | Deportivo Achirense | El Coliseo                       | 8 de mayo | 15:30 |
| Atlético Uruguay                | 3 - 1 | Defensores de Salto | Simón Luciano Plazaola           | 8 de mayo | 15:30 |
| Ferroviario (C)                 | 1 - 3 | Belgrano (P)        | Juan Carlos Vallejos             | 8 de mayo | 15:35 |
| Argentino Peñarol               | 2 - 0 | Atlético Policial   | El Trampero                      | 8 de mayo | 16:00 |
| Villa Cubas                     | 1 - 1 | Mitre (S)           | Bicentenario Ciudad de Catamarca | 8 de mayo | 16:00 |
| Camioneros Argentinos del Norte | 0 - 0 | San Martín (F)      | Fray Honorato Pistoia            | 8 de mayo | 16:40 |
| San Jorge (SF)                  | 5 - 1 | Huracán (G)         | Parque 23 de Junio               | 8 de mayo | 17:10 |

### Tercera fase

#### Primer ascenso

##### Enfrentamientos
| Llave | Equipo 1                 | Global        | Equipo 2                   |
| ----- | ------------------------ | ------------- | -------------------------- |
| 1     | Sansinena                | (3) 4 - 4 (4) | Bella Vista (Bahía Blanca) |
| 2     | Agropecuario             | (6) 1 - 1 (5) | Independiente (Chivilcoy)  |
| 3     | Estudiantes (Río Cuarto) | (5) 1 - 1 (6) | Huracán Las Heras          |
| 4     | Desamparados             | 2 - 0         | Ben Hur                    |

##### Resultados
| Bella Vista (BB)  | 2 - 1 | Sansinena        | Ignacio Nicolás       | 15 de mayo | 15:30 |
| Independiente (C) | 1 - 1 | Agropecuario     | Raúl Orlando Lungarzo | 15 de mayo | 15:30 |
| Huracán Las Heras | 1 - 0 | Estudiantes (RC) | General San Martín    | 15 de mayo | 16:00 |
| Ben Hur           | 0 - 0 | Desamparados     | Parque                | 15 de mayo | 16:00 |

| Desamparados     | 2 - 0 | Ben Hur           | El Serpentario            | 21 de mayo | 15:05 |
| Sansinena        | 3 - 2 | Bella Vista (BB)  | Luis Molina               | 22 de mayo | 15:30 |
| Agropecuario     | 0 - 0 | Independiente (C) | De la Calle Carlos Arroyo | 22 de mayo | 15:30 |
| Estudiantes (RC) | 1 - 0 | Huracán Las Heras | Ciudad de Río Cuarto      | 22 de mayo | 15:30 |

#### Segundo ascenso

##### Enfrentamientos
| Llave | Equipo 1              | Global        | Equipo 2          |
| ----- | --------------------- | ------------- | ----------------- |
| 1     | San Jorge (Santa Fe)  | (4) 2 - 2 (5) | Belgrano (Paraná) |
| 2     | Rivadavia (Lincoln)   | 5 - 2         | Atlético Uruguay  |
| 3     | Central Norte (Salta) | 10 - 2        | Argentino Peñarol |
| 4     | San Martín (Formosa)  | (5) 1 - 1 (3) | Mitre (Salta)     |

##### Resultados
| Atlético Uruguay  | 1 - 1 | Rivadavia (L)     | Simón Luciano Plazaola | 15 de mayo | 15:30 |
| Belgrano (P)      | 1 - 0 | San Jorge (SF)    | Nuevo Mondonguero      | 15 de mayo | 15:30 |
| Argentino Peñarol | 1 - 3 | Central Norte (S) | El Trampero            | 15 de mayo | 16:00 |
| Mitre (S)         | 1 - 0 | San Martín (F)    | Miguel Pascual Soler   | 15 de mayo | 16:00 |

| Rivadavia (L)     | 4 - 1 | Atlético Uruguay  | El Coliseo         | 22 de mayo | 15:30 |
| San Martín (F)    | 1 - 0 | Mitre (S)         | Antonio Romero     | 22 de mayo | 15:30 |
| San Jorge (SF)    | 2 - 1 | Belgrano (P)      | Parque 23 de Junio | 22 de mayo | 17:00 |
| Central Norte (S) | 7 - 1 | Argentino Peñarol | Dr. Luis Güemes    | 22 de mayo | 17:00 |

### Cuarta fase

#### Primer ascenso

##### Enfrentamientos
| Llave | Equipo 1     | Global        | Equipo 2                   |
| ----- | ------------ | ------------- | -------------------------- |
| 1     | Agropecuario | 2 - 1         | Bella Vista (Bahía Blanca) |
| 2     | Desamparados | (5) 2 - 2 (4) | Huracán Las Heras          |

##### Resultados
| Bella Vista (BB)  | 1 - 1 | Agropecuario | Ignacio Nicolás    | 29 de mayo | 15:30 |
| Huracán Las Heras | 2 - 1 | Desamparados | General San Martín | 29 de mayo | 16:00 |

| Desamparados | 1 - 0 | Huracán Las Heras | El Serpentario            | 5 de junio | 15:00 |
| Agropecuario | 1 - 0 | Bella Vista (BB)  | De la Calle Carlos Arroyo | 5 de junio | 15:30 |

#### Segundo ascenso

##### Enfrentamientos
| Llave | Equipo 1              | Global        | Equipo 2             |
| ----- | --------------------- | ------------- | -------------------- |
| 1     | Rivadavia (Lincoln)   | (4) 1 - 1 (2) | Belgrano (Paraná)    |
| 2     | Central Norte (Salta) | (2) 1 - 1 (4) | San Martín (Formosa) |

##### Resultados
| Belgrano (P)   | 1 - 1 | Rivadavia (L)     | Nuevo Mondonguero | 29 de mayo | 15:00 |
| San Martín (F) | 0 - 0 | Central Norte (S) | Antonio Romero    | 29 de mayo | 16:00 |

| Rivadavia (L)     | 0 - 0 | Belgrano (P)   | El Coliseo      | 5 de junio | 15:15 |
| Central Norte (S) | 1 - 1 | San Martín (F) | Dr. Luis Güemes | 5 de junio | 16:30 |

### Quinta fase

#### Primer ascenso

##### Enfrentamiento
| Equipo 1     | Global | Equipo 2     |
| ------------ | ------ | ------------ |
| Desamparados | 2 - 1  | Agropecuario |

##### Resultados
| Agropecuario | 1 - 0 | Desamparados | De la Calle Carlos Arroyo | 12 de junio | 15:35 |

| Desamparados | 2 - 0 | Agropecuario | El Serpentario | 19 de junio | 11:10 |

#### Segundo ascenso

##### Enfrentamiento
| Equipo 1            | Global        | Equipo 2             |
| ------------------- | ------------- | -------------------- |
| Rivadavia (Lincoln) | (4) 1 - 1 (3) | San Martín (Formosa) |

##### Resultados
| San Martín (F) | 1 - 1 | Rivadavia (L) | Antonio Romero | 12 de junio | 15:30 |

| Rivadavia (L) | 0 - 0 | San Martín (F) | El Coliseo | 19 de junio | 15:20 |

### Tercer ascenso
Debido a que en el Campeonato de Primera B Nacional 2016 se produjo el descenso de un equipo indirectamente afiliado se determinó un tercer ascenso, que fue disputado entre los dos perdedores de la Quinta fase del torneo. El ganador participa del Torneo Federal A 2016-17.

#### Enfrentamiento
| Equipo 1     | Global        | Equipo 2       |
| ------------ | ------------- | -------------- |
| Agropecuario | (3) 0 - 0 (1) | San Martín (F) |

#### Resultados
| San Martín (F) | 0 - 0 | Agropecuario | Antonio Romero | 25 de junio | 15:30 |

| Agropecuario | 0 - 0 | San Martín (F) | De la Calle Carlos Arroyo | 29 de junio | 13:00 |

## Goleadores
| Pos. | Jugador              | Jugador             | Goles | Equipo             |
| ---- | -------------------- | ------------------- | ----- | ------------------ |
| 1.º  | Bandera de Argentina | Miguel Fernández    | 10    | Amalia             |
| 1.º  | Bandera de Argentina | Mariano Mc Coubrey  | 10    | Sansinena          |
| 1.º  | Bandera de Argentina | Fabricio Reyes      | 10    | Central Norte (S)  |
| 2.º  | Bandera de Argentina | Dardo Villa         | 8     | Argentino Peñarol  |
| 3.º  | Bandera de Argentina | Diego Galván        | 7     | Sol de Mayo        |
| 3.º  | Bandera de Argentina | Leonardo Iorlano    | 7     | Villa Cubas        |
| 3.º  | Bandera de Argentina | Carlos Mansilla     | 7     | Comercio (SS)      |
| 3.º  | Bandera de Argentina | Maximiliano Osurak  | 7     | Belgrano (P)       |
| 3.º  | Bandera de Argentina | Maximiliano Tunessi | 7     | Independiente (RC) |
| 3.º  | Bandera de Argentina | Gonzalo Urquijo     | 7     | Agropecuario       |
| 3.º  | Bandera de Argentina | Diego Velardez      | 7     | Sportivo Guzmán    |

Fuente: www.soloascenso.com.ar